# 網走バス
網走バス株式会社（あばしりバス）は、北海道網走市に本社を置き、バス事業などを行う企業である。
1962年（昭和37年）より名古屋鉄道（名鉄）が資本参加し名鉄グループの一員となったが、名鉄保有の株式は2012年（平成24年）4月2日付で網走市に本社を置くエンターテインメント企業の株式会社タカハシへ譲渡され、約半世紀ぶりに地元資本による運営となった。

## 概要
2023年3月30日現在、営業キロ程は934.892km、バス車両数は乗合車39台、貸切車31台、計70台を保有する。

### 設立まで
1936年（昭和11年）に網走在住の有志が設立した三共自動車株式会社が前身である。同社は網走市街線を運行したが、1943年（昭和18年）に戦時統合による北海道における旅客自動車運輸事業統合要綱が発布され、北見乗合自動車株式会社（1946年に北見バスへ商号変更、北海道北見バスの前身）へ統合された後、網走市内路線は休止とされた。
戦後の1949年（昭和24年）6月、網走商業組合など地元団体が、網走商工会議所に対し、バス企業設立を促す提案を行う。そして北見バスに対しても休止路線の復活と、将来の独立を前提とした網走市を中心とする免許委譲および新規路線出願の協力を取り付けた。同年9月に北見バスから網走 - 常呂間の営業権を譲受、11月1日付で北見バス網走営業所として営業開始。網走市内線（甲・乙）、常呂線の3路線を運行開始。
1951年（昭和26年）に入り、網走バス設立発起人代表である北見バス監査役および網走営業所従業員によって独立準備が急がれ、同年4月に北見バス網走支社を設立し、美幌、小清水、斜里方面へ路線を拡大した。
同年10月26日付でに北見バスと網走バス設立発起人代表の間で業務の譲渡・譲受契約が成立。翌1952年（昭和27年）1月25日に網走バス株式会社として設立登記を完了、独立会社として営業を開始。

### 設立時の概要
- 本社所在地 - 網走市南2条東1丁目
- 資本金 - 1,000万円
- 社長 - 設立発起人代表が就任
- 車両数 - 10両
- 路線数 - 7路線
  - 網走市内線
    - 甲 大曲三眺入口 - 網走駅
    - 乙 南4条東2丁目 - 網走駅

  - 古樋線 網走 - 古樋（現在の浜小清水）
  - 美幌線 網走 - 女満別 - 美幌
  - 小清水線 古樋 - 小清水18線 - 小清水 - 札弦
  - 斜里線 小清水18線 - 斜里港町
  - 常呂線 大曲三眺入口 - 常呂

## 沿革
- 1952年（昭和27年）
  - 1月25日 北見バス網走支社の一般乗合旅客自動車運送事業を譲り受け、網走バス株式会社を設立。
  - 5月8日 一般貸切旅客自動車運送事業免許を取得、事業内容に追加。同年7月5日より営業開始。
  - 7月10日 事業内容に自動車整備業を追加。
- 1954年（昭和29年）
  - 1月21日 川湯線（網走 - 小清水 - 野上峠 - 川湯）開設。
  - 6月20日 500万円増資。資本金1,500万円。
  - 8月1日 浦士別線（網走 - 浦士別）開設。
  - 11月29日 乗合運賃改定。基準賃率3円30銭（雪国割増2割、除雪割増3割）。
- 1955年（昭和30年）
  - 10月27日 住吉線（女満別14線 - 住吉）開設。
  - 11月14日 開陽線（女満別大成 - 開陽）開設。
- 1956年（昭和31年）
  - 3月19日 浦士別線の終点を古樋まで延長させ、網走 - 浦士別 - 古樋 - 小清水の運行とする。
  - 5月23日 同年6月1日のオホーツク水族館開館に先立ち、二ツ岩線（網走 - 二ツ岩）開設。
  - 7月21日 一般乗用旅客自動車運送事業免許を取得、事業内容に追加。
  - 9月24日 ハイヤー部を設置、小清水営業所と斜里営業所で事業開始。
- 1957年（昭和32年）12月8日 網走市新町に整備工場および車庫落成。
- 1958年（昭和33年）11月1日 ハイヤー部網走営業所開設。
- 1959年（昭和34年）8月22日 ハイヤー部斜里営業所廃止。
- 1961年（昭和36年）
  - 1月31日 砥草原線（小清水 - 砥草原）開設。
  - 6月12日 報徳線（女満別 - 報徳 - 美幌）開設。
- 1962年（昭和37年）
  - 4月1日 開陽線の一部（大成 - 報徳2.5 km）廃止。
  - 4月10日 ハイヤー部を網走整備工業株式会社に譲渡、株式会社網走ハイヤーとなる。
  - 10月23日 名古屋鉄道株式会社と資本提携、名鉄グループ入り。
- 1963年（昭和38年）
  - 5月29日 事業内容に「物品販売に関する事業」「不動産売買並びに斡旋に関する事業」を追加。
  - 7月7日 毎日曜日に藻琴山8合目第1展望台までの登山バス開設。
  - 10月1日 1,500万円増資。資本金3,000万円。
  - 11月1日 網走市内循環バス（新町 - 網走駅 - 網走支庁 - 新町）開設。
- 1964年（昭和39年）
  - 2月24日 網走南2条西1丁目の国鉄機関庫跡地を取得。同年12月16日に網走バスターミナルビル竣工、本社移転（現在地）。
  - 4月21日 株式会社網走ハイヤーを再度買収。
  - 5月14日 神浦線（小清水 - 神浦）開設。
  - 6月30日 能取美岬線（網走 - 二ツ岩 - 能取美岬 - 二見ヶ岡 - 網走）開設。
  - 9月15日 美幌営業所新築落成。
  - 10月1日 3,000万円増資。資本金6,000万円。
  - 10月26日 車止内線（網走 - 車止内）開設。
- 1965年（昭和40年）
  - 9月10日 小清水営業所新築落成。
  - 12月4日 乗合運賃改定。基準賃率6円50銭。
- 1966年（昭和41年）11月11日 川湯線（野上峠経由）休止。
- 1967年（昭和42年）
  - 7月31日 網走市内関係路線で整理券方式開始。
  - 9月16日 清里線（小清水 - 清里）開設。
  - 11月17日 全路線で整理券方式開始。
- 1970年（昭和45年）4月1日 ひがし北海道貸切手配センター発足。12社が加盟。
- 1971年（昭和46年）
  - 6月22日 つくしケ丘団地線でワンマン運転開始。他路線に順次拡大。
  - 11月15日 ターミナルビル前道路改修により用地を一部売却、改修工事を行う。
- 1973年（昭和48年）
  - 6月18日 浦士別線の網走 - 小清水発着を止め、浦士別・音根内線（網走 - 浦士別 - 音根内 - 網走）とする。
  - 10月5日 網走市新町3丁目に駐車用地取得。
- 1974年（昭和49年）
  - 4月23日 浦士別線（浦士別十字路 - 小清水5.7 km）、開陽線14.4 km、住吉線2.7 km、報徳線14.1 km廃止。
  - 7月8日 藻琴山線（網走 - 小清水 - 藻琴山 - 川湯）開設。
- 1975年（昭和50年）
  - 4月15日 砥草原線7.6 km廃止。
  - 4月25日 小斜線（小清水 - 18線 - 斜里）廃止。小清水線と斜里線が18線で接続をとり乗り換えとする。
- 1976年（昭和51年）
  - 10月28日 水上線（小清水 - 水上8.0 km）休止。
  - 11月1日 札弦線3.6 km、神浦線8.2 km、清里線13.4 km廃止。
- 1978年（昭和53年）
  - 5月8日 浦士別・音根内線をつくしケ丘経由に変更。同年5月20日よりワンマン運転開始。
  - 11月27日 ターミナルビル裏に整備工場、車庫、洗車装置新築落成。
- 1979年（昭和54年）6月12日 定期運行の全路線でワンマン運転化を完了。
- 1980年（昭和55年）11月2日 北海道内初の中型路線車を3台導入、郊外線で運用開始。
- 1981年（昭和56年）
  - 5月13日 乗合車両の貸切流用申請が認可される。
  - 12月29日 株式会社網走観光振興公社の株式を500株取得。
- 1982年（昭和57年）
  - 1月14日 貸切運賃改定。平均上昇率14.5 %。
  - 5月19日 川湯線（小清水 - 川湯）休止申請。
  - 6月14日 創立30周年記念誌発行、記念乗車券発売。
  - 8月1日 乗合運賃改定。基準賃率29円90銭、平均上昇率14.5 %。
- 1983年（昭和58年）
  - 5月15日 川湯線（網走 - 川湯）休止申請。
  - 6月13日 浦士別地区、音根内地区でフリー乗降制開始。
- 1984年（昭和59年）8月1日 乗合運賃改定。基準賃率34円、平均上昇率12.45 %、最低運賃100円。
- 1985年（昭和60年）
  - 3月31日 路線バス補助金を受ける。
  - 4月30日 川湯線（野上峠経由27.0 km）廃止。
  - 12月24日 中園線17.2 km、浦士別・音根内線24.7 km廃止。
- 1986年（昭和61年）8月1日 乗合運賃改定。基準賃率33円60銭、平均上昇率6.0 %、最低運賃120円。

- 1987年（昭和62年）

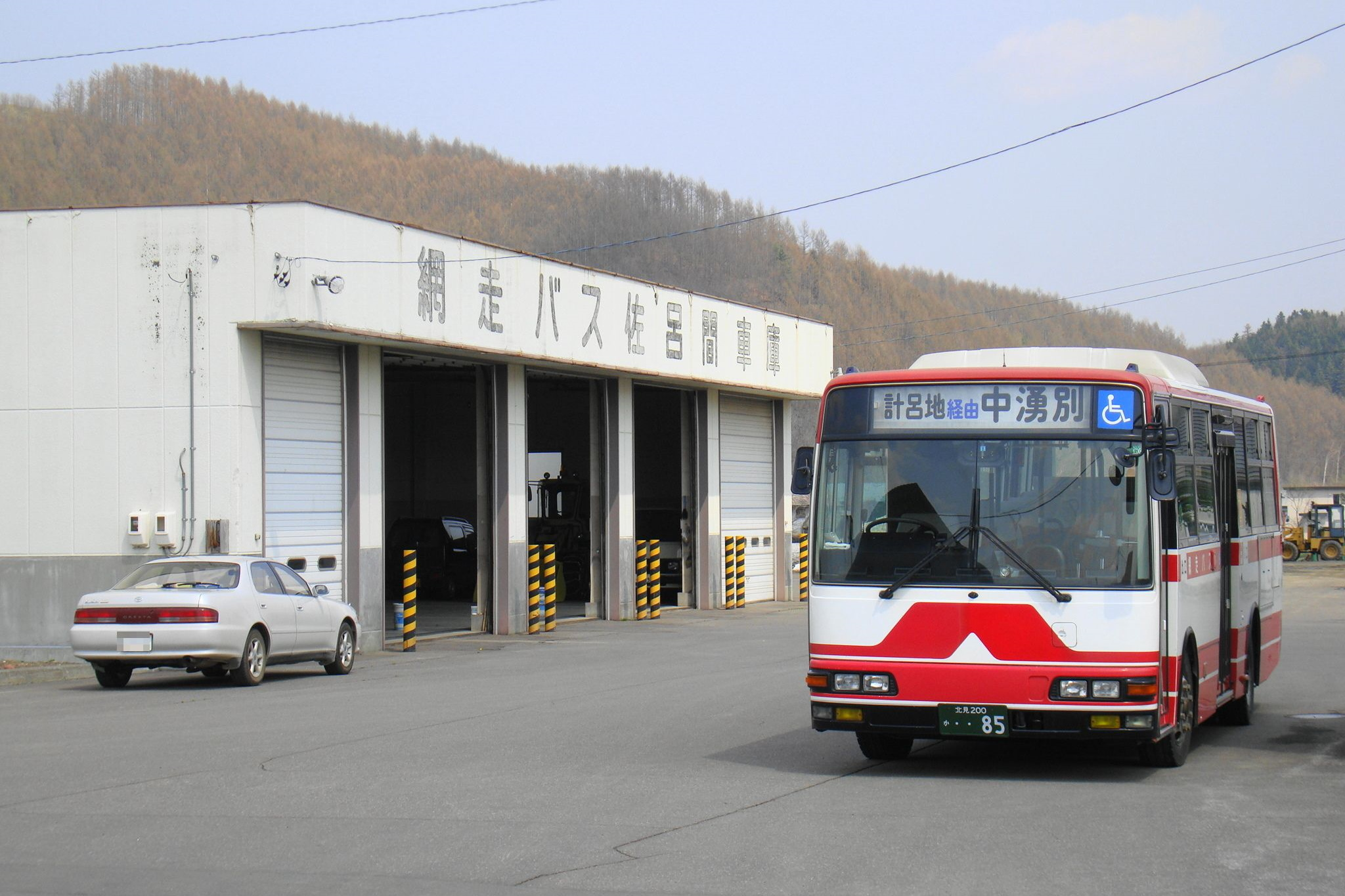
佐呂間車庫

  - 1月26日 湧網線代替バス引き受けに関する協定書を締結。
  - 3月20日 湧網線開設。中湧別営業所、佐呂間営業所、常呂営業所開設。
  - 5月30日 中湧別営業所新築落成。
  - 9月30日 新町車庫新築落成。
  - 10月31日 佐呂間車庫、乗務員宿泊所、管理宿泊所新築落成。
- 1989年（平成元年）4月1日 消費税導入に伴う運賃改定。平均上昇率は乗合2.9 %、貸切3.0 %。
- 1990年（平成2年）5月13日 網走市内のバス停留所名を大幅に変更。
- 1991年（平成3年）5月30日 北見バス、北海道中央バスとの共同運行で、高速バス「ドリーミントオホーツク号（札幌線）」開設。
- 1992年（平成4年）
  - 5月1日 中湧別営業所廃止。乗車券販売を北見バスに委託。
  - 10月1日 乗合運賃改定。基準賃率39円20銭、平均上昇率6.8 %、初乗り運賃130円。
- 1993年（平成5年）10月19日 一般貸切旅客自動車運送事業の札幌陸運支局管内免許申請。
- 1994年（平成6年）
  - 4月15日 札幌営業所用の土地取得。
  - 6月1日 札幌市中央区北4条西5丁目に網走名鉄グループ札幌案内所開設。
  - 8月10日 札幌営業所新築落成、夏期限定開設（のち通年開設へ変更）。
  - 12月10日 北見バス運賃改定に伴い、北見線と湧網線の北見バス主管区間で乗合運賃改定。
- 1995年（平成7年）
  - 3月3日 貸切バスが網走港付近のポンモイ海岸でスリップし横転するバス事故発生、重軽傷者25名。全国一般紙でも一面に掲載された。
  - 10月8日 美幌営業所廃止。
- 1997年（平成9年）6月1日 消費税率改定に伴う乗合運賃改定。基準賃率41円90銭、初乗り運賃140円。
- 1998年（平成10年）
  - 4月4日 農大線の一部を除き、日曜日・祝日扱いを土曜日に拡大。
  - 8月14日 小清水営業所解体工事により仮設営業所設置。
  - 10月15日 車止内線1.5 km休止（翌年10月20日に廃止申請）。
  - 12月1日 小清水交通ターミナル新築落成、発車式を挙行。小清水営業所が入居。
- 2000年（平成12年）2月29日 網走名鉄グループ札幌案内所廃止。
- 2001年（平成13年）11月1日 川湯線の一部2.2 km廃止。
- 2002年（平成14年） 札幌線の予約発券を、北海道中央バス独自のオンラインシステムから発車オ〜ライネットに移行。同年12月1日よりインターネット予約を開始。
- 2003年（平成15年）5月11日 乗合バスを車検切れのまま運行していたことから行政処分を受ける。
- 2005年（平成17年）
  - 8月1日 「バス友の会」設立。会費相当分の回数乗車券提供、会報発行、主催旅行割引が受けられる。
  - 11月1日 女満別空港での乗降に限った乗合運賃改定。平均賃率43円23銭、対空港で女満別役場40円、網走130円上昇。
- 2006年（平成18年）4月1日 二ツ岩線廃止。
- 2010年（平成22年）10月1日 湧網線（大曲 - 二見ケ岡 - 二見中央、サロマ湖栄浦 - 佐呂間 - 計呂地 - 中湧別）、佐呂間案内所・車庫廃止。
- 2012年（平成24年）4月2日 名古屋鉄道が保有する株式をタカハシへ譲渡[3][4][5]。
- 2019年（令和元年）10月1日 消費税率改定に伴う乗合運賃改定。初乗り運賃150円[6]。
- 2020年（令和2年）4月1日 札幌線の乗合運賃改定[7]。
- 2021年（令和3年）4月5日 旅行代理店「北海道ABトリップ」事業開始[8]。
- 2023年（令和5年）
  - 3月27日 一般路線乗合運賃改定。基準賃率50円30銭、初乗り運賃180円。昼間割引回数券の発売を終了（最終発売日は3月24日）[9]。
  - 10月1日 札幌線の乗合運賃改定。変動運賃制導入[10]。
- 2024年（令和6年）4月1日、HKBを合併[11]。
- 2025年（令和7年）7月1日 札幌線の乗合運賃改定。学生割引運賃を値下げ、一般運賃3段階中2段階を値上げ[12]。

## 事業所
すべて北海道に所在。

### 本社・営業所
- 本社・網走営業所 - 網走市南2条西1丁目15[1]
  - 網走バスターミナルビル内。網走市の中心部に位置する。5階建てビルの1階部分に待合室と予約発券窓口、バスレーン、トイレ、コインロッカーを設置するほか、北海道ABトリップ網走本店、労働組合事務所などが入居。
- 整備工場 - 網走市南1条西1丁目1-3[1]
  - その他、網走市新町2丁目の網走ハイヤー本社横に「新町車庫」を、新町3丁目の浜網走駅跡地付近に駐車用地を、それぞれ設置する。
- 札幌営業所 - 恵庭市戸磯536-10[1]
  - 貸切バス専門営業所。北紋バス札幌営業所と同居。
- 函館営業所 - 函館市高松町130-107[1]
  - 貸切バス専門営業所。HKB敷地内に設置。北海道ABトリップ函館営業所が入居。
  - 網走バス営業所開設当初は、函館市西桔梗町589-55に所在し、十勝バス函館営業所と同居していた。

### 窓口
- 小清水窓口 - 斜里郡小清水町南町1丁目20-1 小清水町商工会内
  - 2022年（令和4年）2月10日、小清水町南町2丁目33-1 小清水交通ターミナル（旧・小清水営業所、案内所）より移設[13]。
- 常呂窓口 - 北見市常呂町字常呂 常呂交通ターミナル内
  - 旧・常呂営業所。
- 北海道ABトリップ北見営業所 - 北見市端野町二区480-1 きたみ観光バス内
  - 2022年（令和4年）12月12日、北見市東相内町575-24より移設[14]。

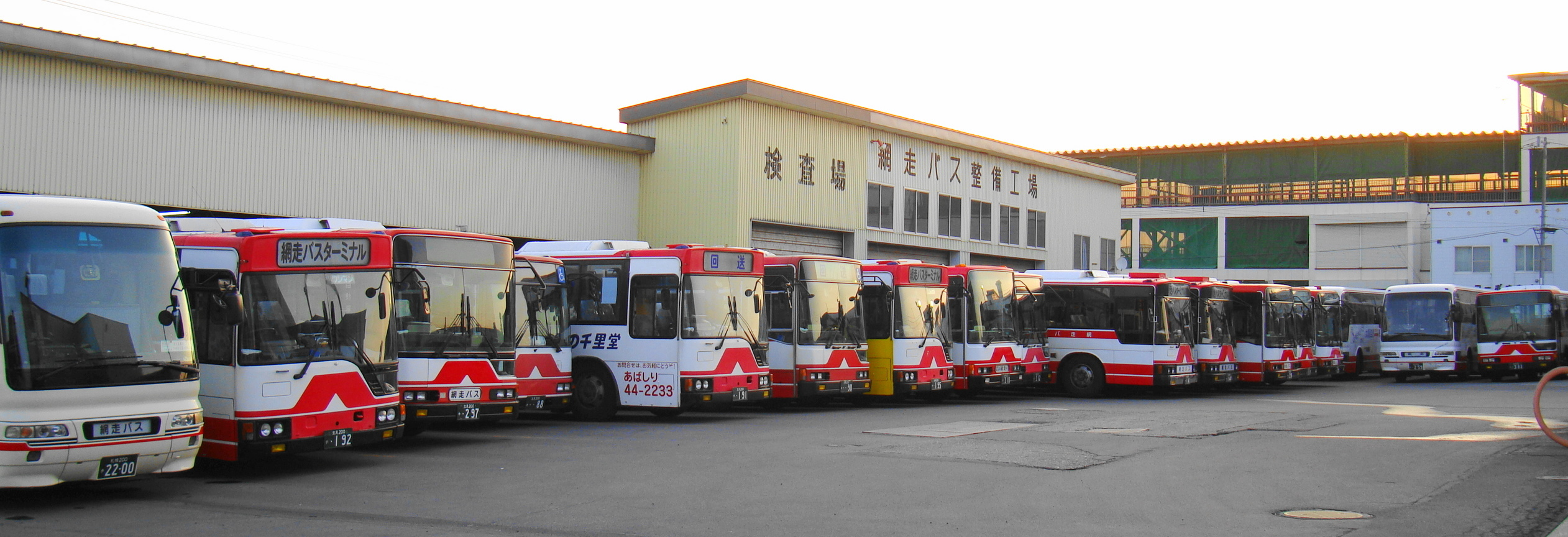
網走バスターミナル始業前の様子
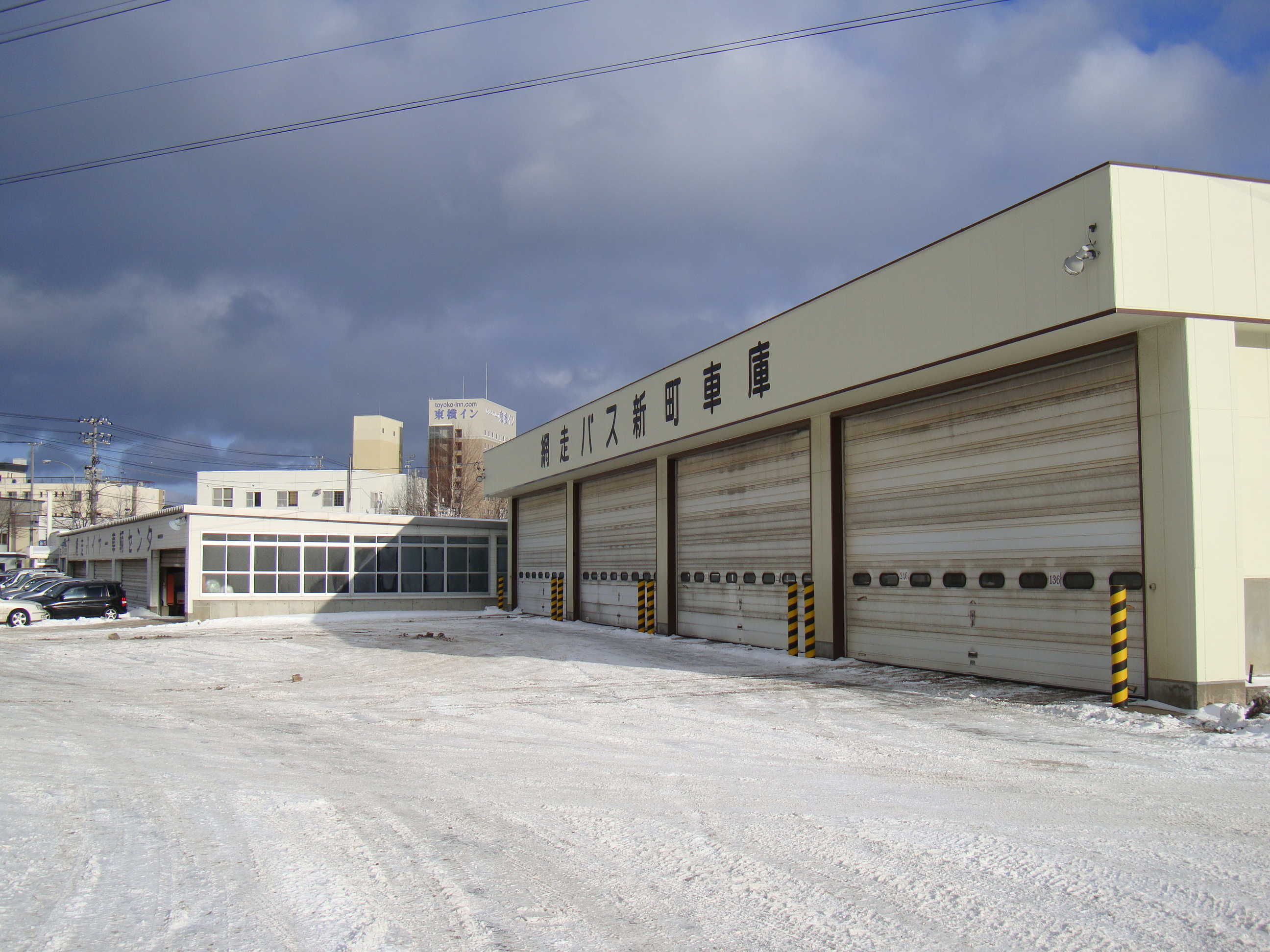
新町車庫（網走市新町）
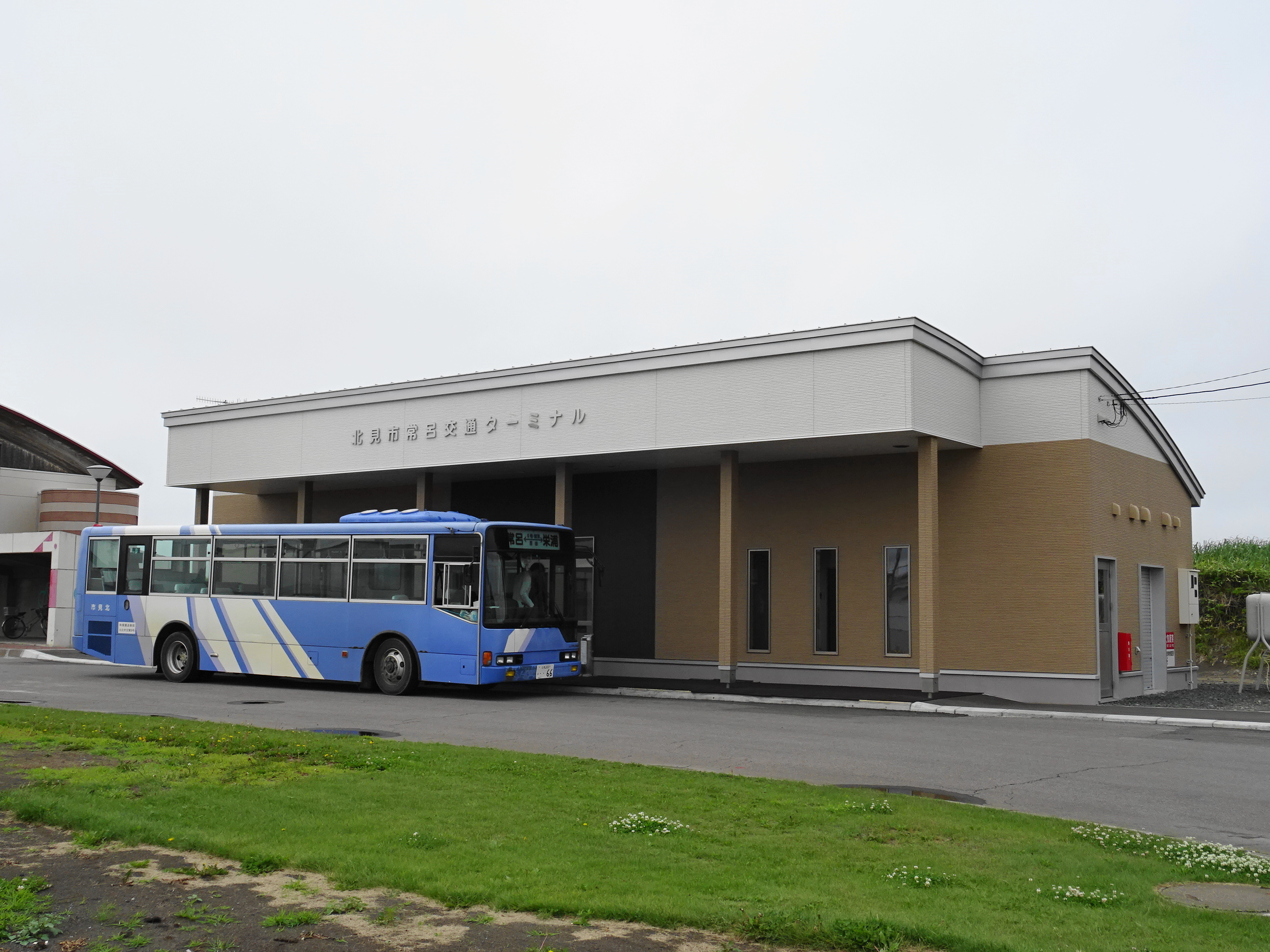
常呂窓口（常呂交通ターミナル）
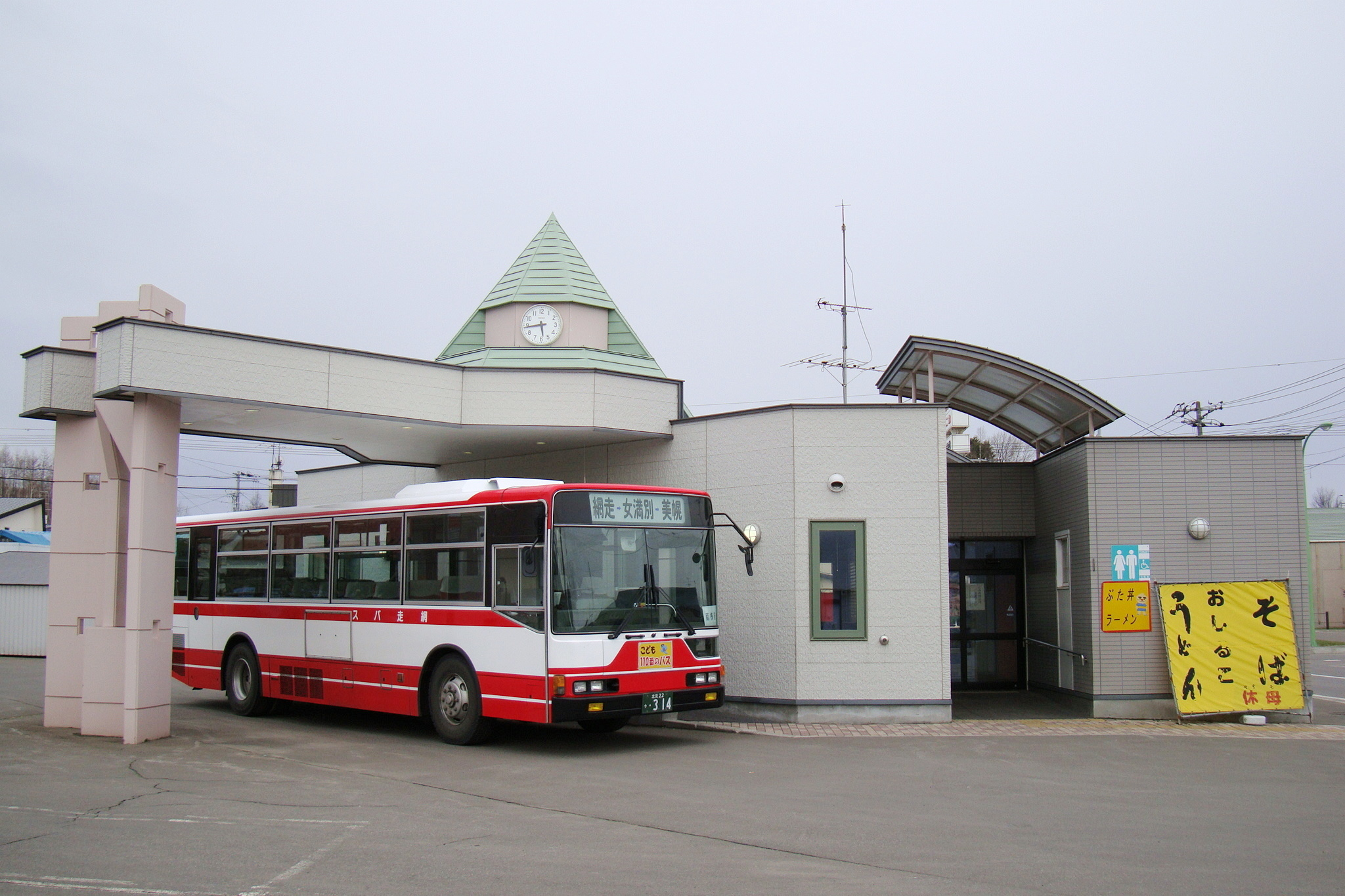
旧・小清水営業所・案内所（小清水交通ターミナル）

## 路線バス
名鉄グループであったことから、三菱製車両を導入している。都市間バスは主にエアロクィーンが用いられ、独立3列シートで後部は4列となる。
一般路線車は1987年（昭和62年）から2002年（平成14年）まで、5年に1度のサイクルで湧網線に新車を導入しており、余剰車は他路線に転用していた。車体色は赤と白のいわゆる「名鉄カラー」だが、色面積や前面デザインが多少異なる。広告ラッピング車両もある。
女満別空港線には、一般路線車やエアロスター自家用マスク車が使われていたが、リムジンバス仕様車の譲渡を受け、知床エアポートライナーとともに専用車とする。
一般路線用・都市間用を合わせた路線バス車両は、2017年（平成29年）3月31日現在で41台保有する。

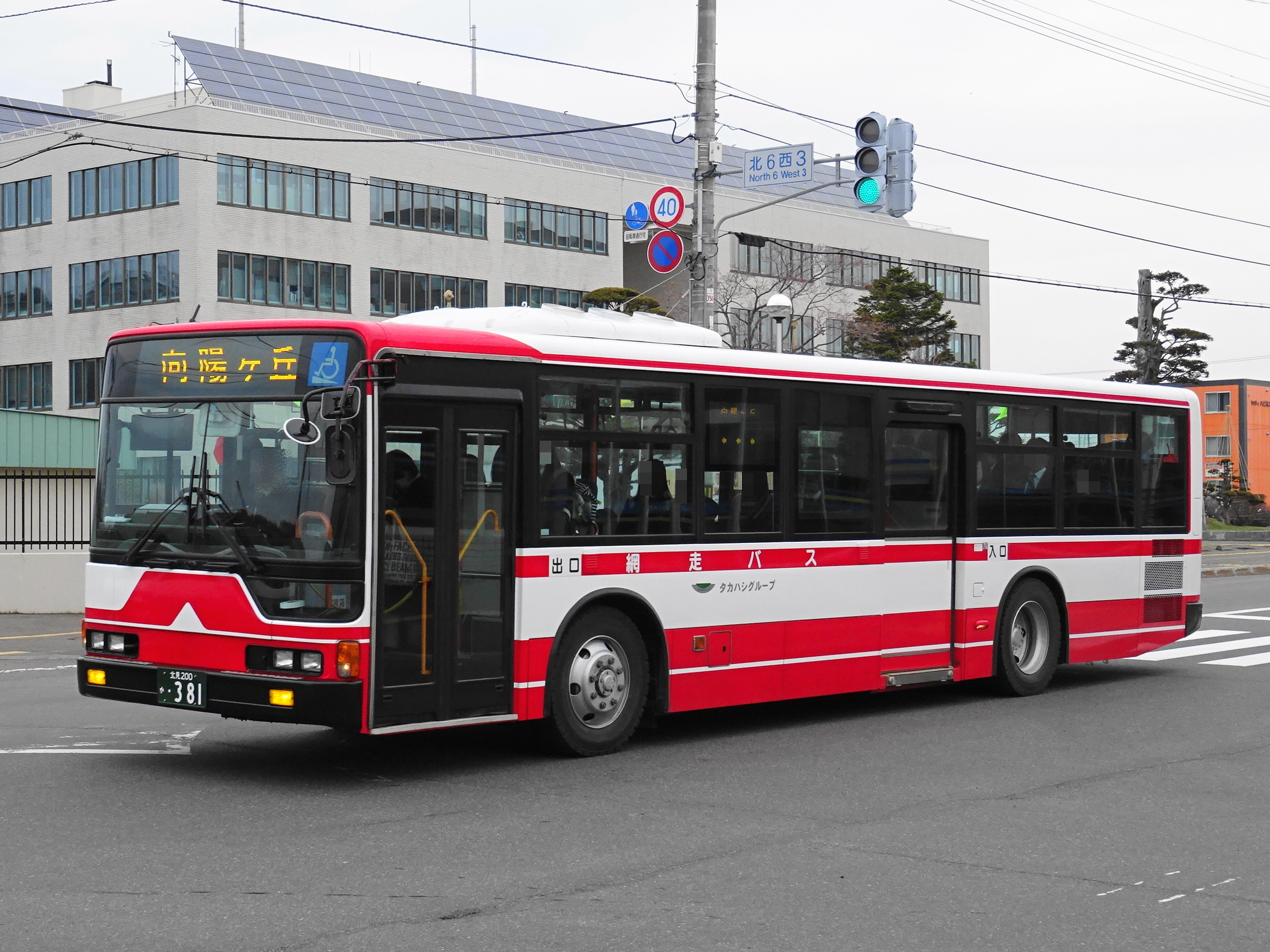
一般路線車
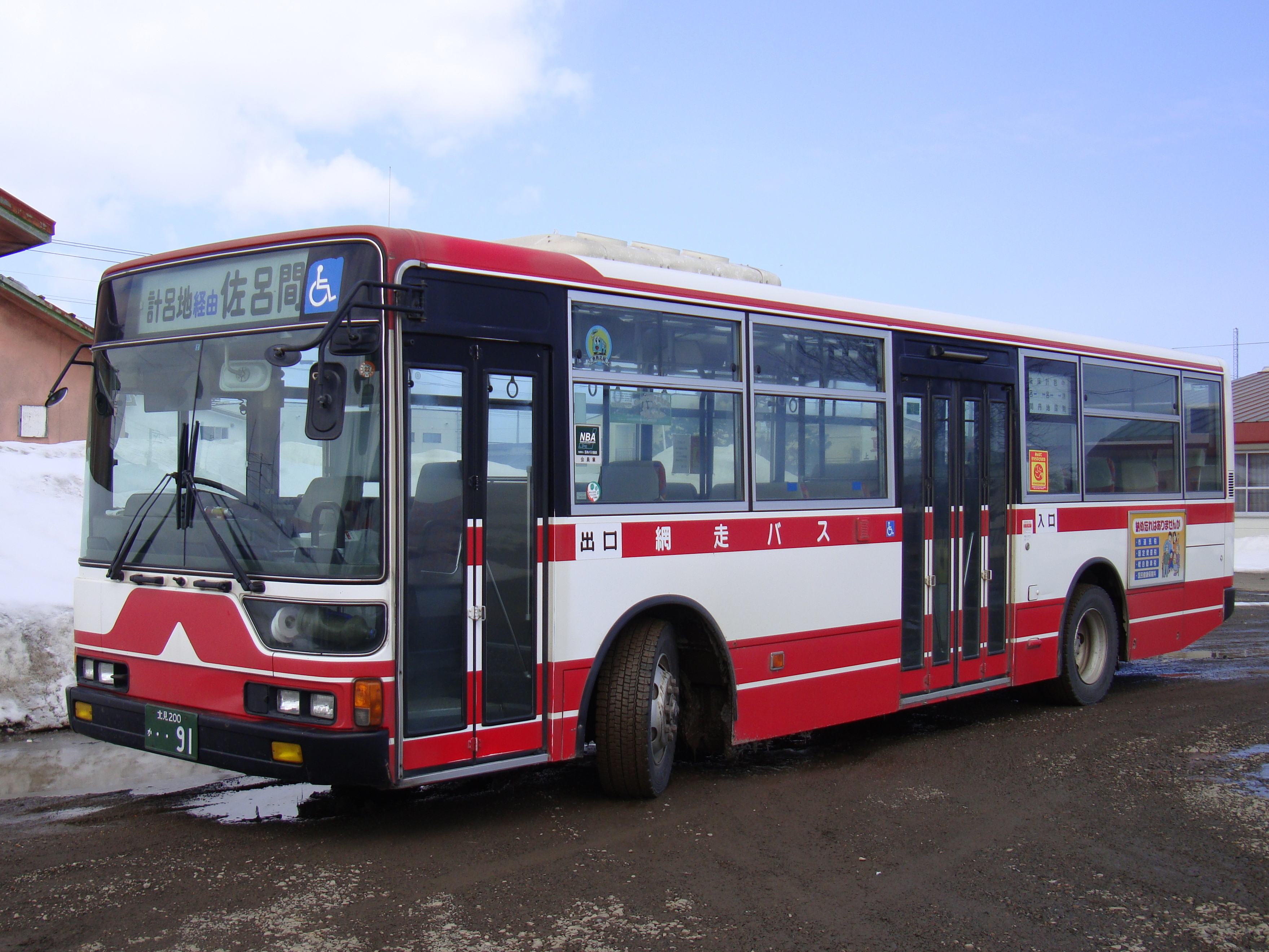
湧網線廃止時に運用されていた車両
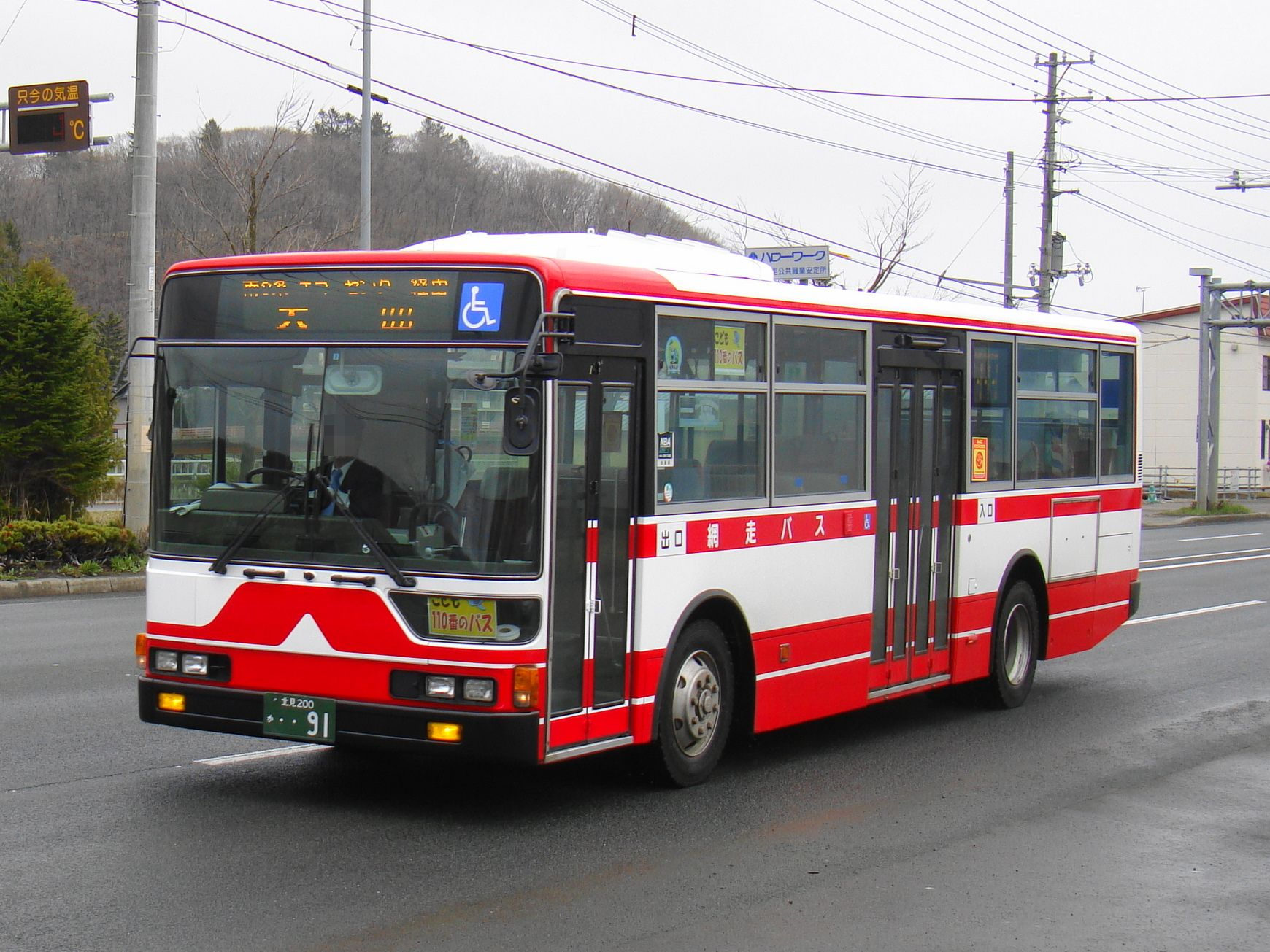
湧網線廃止後は他路線へ転用
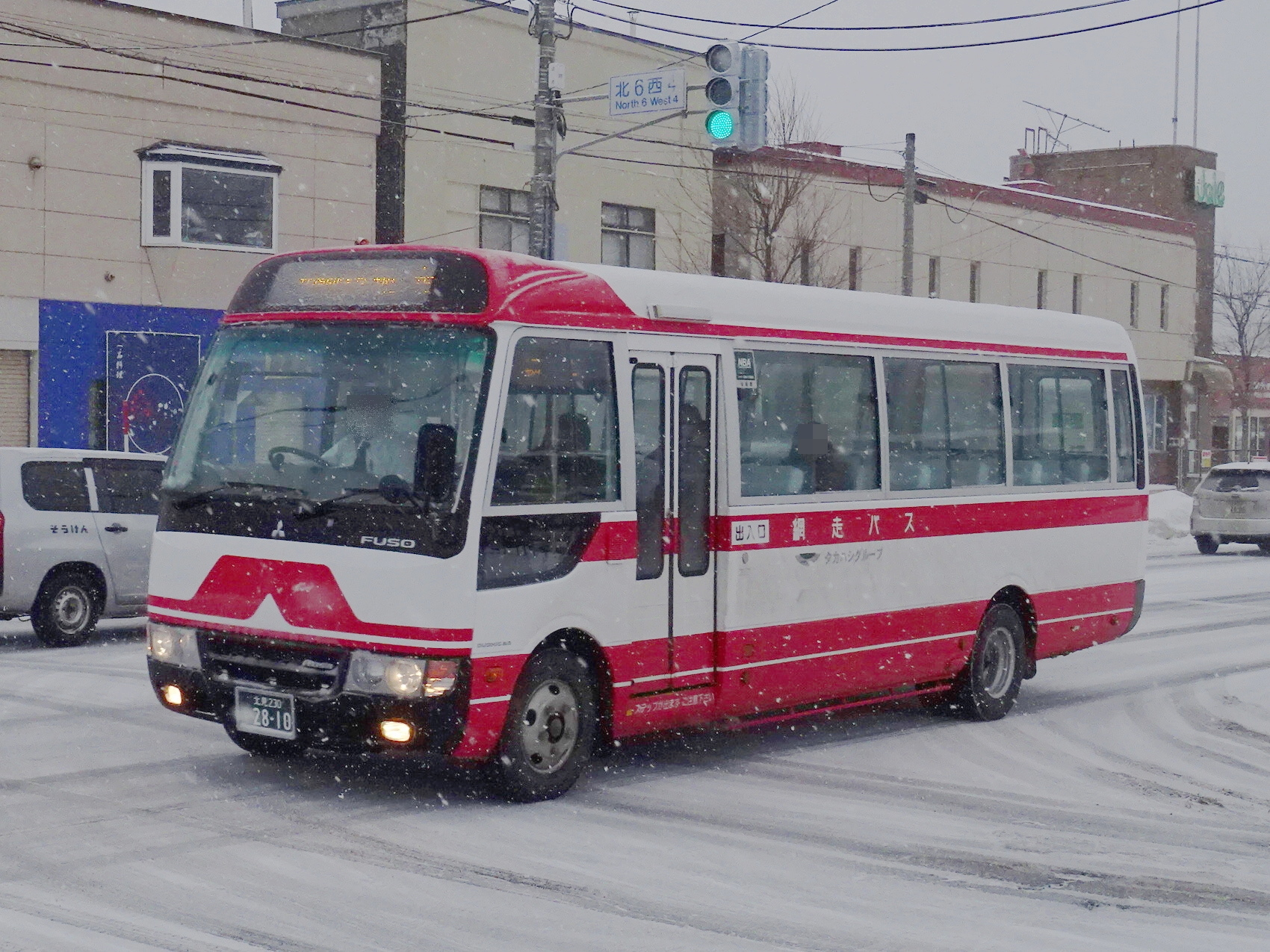
郊外線を中心に運用される小型車
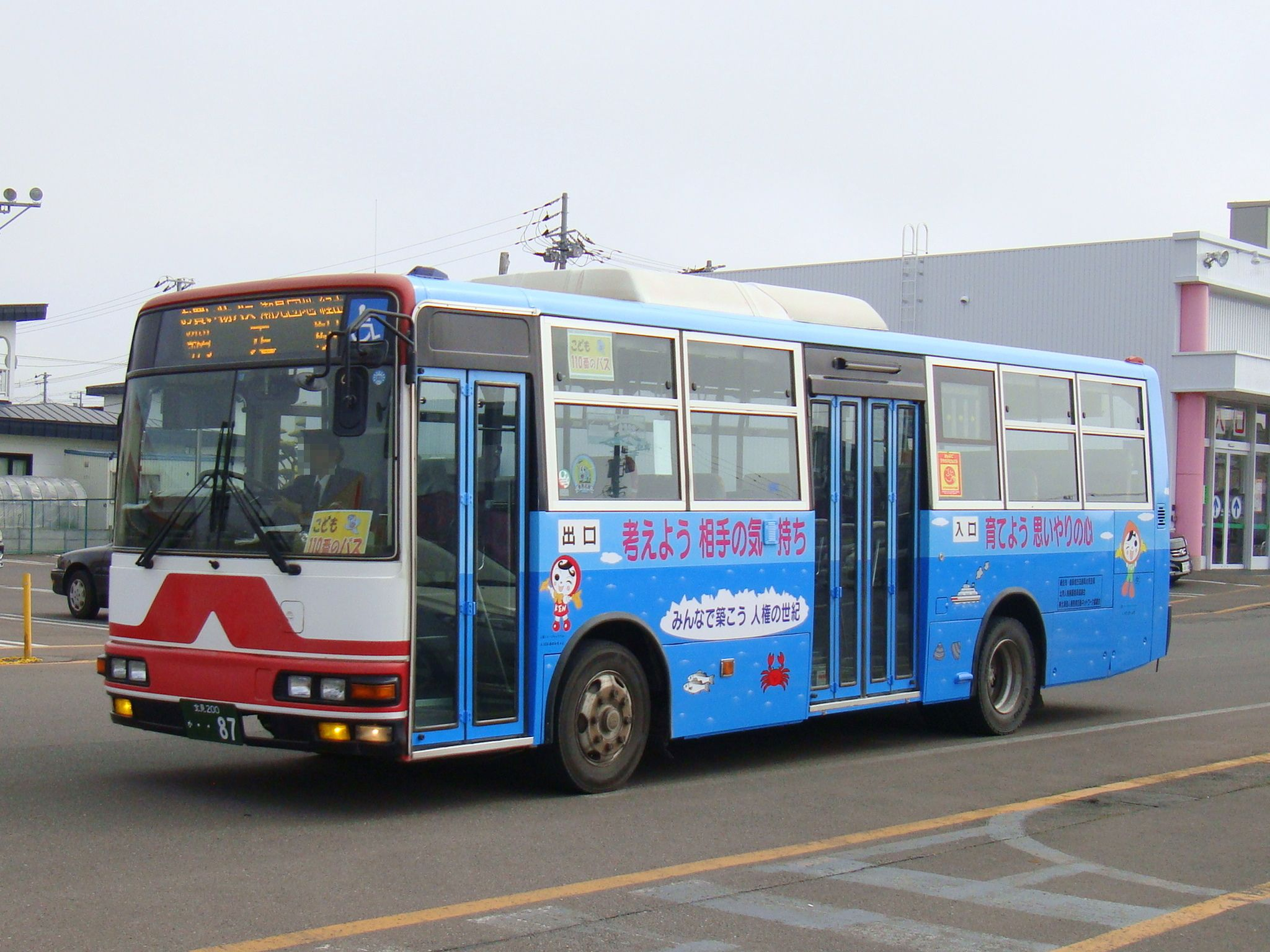
広告ラッピング車
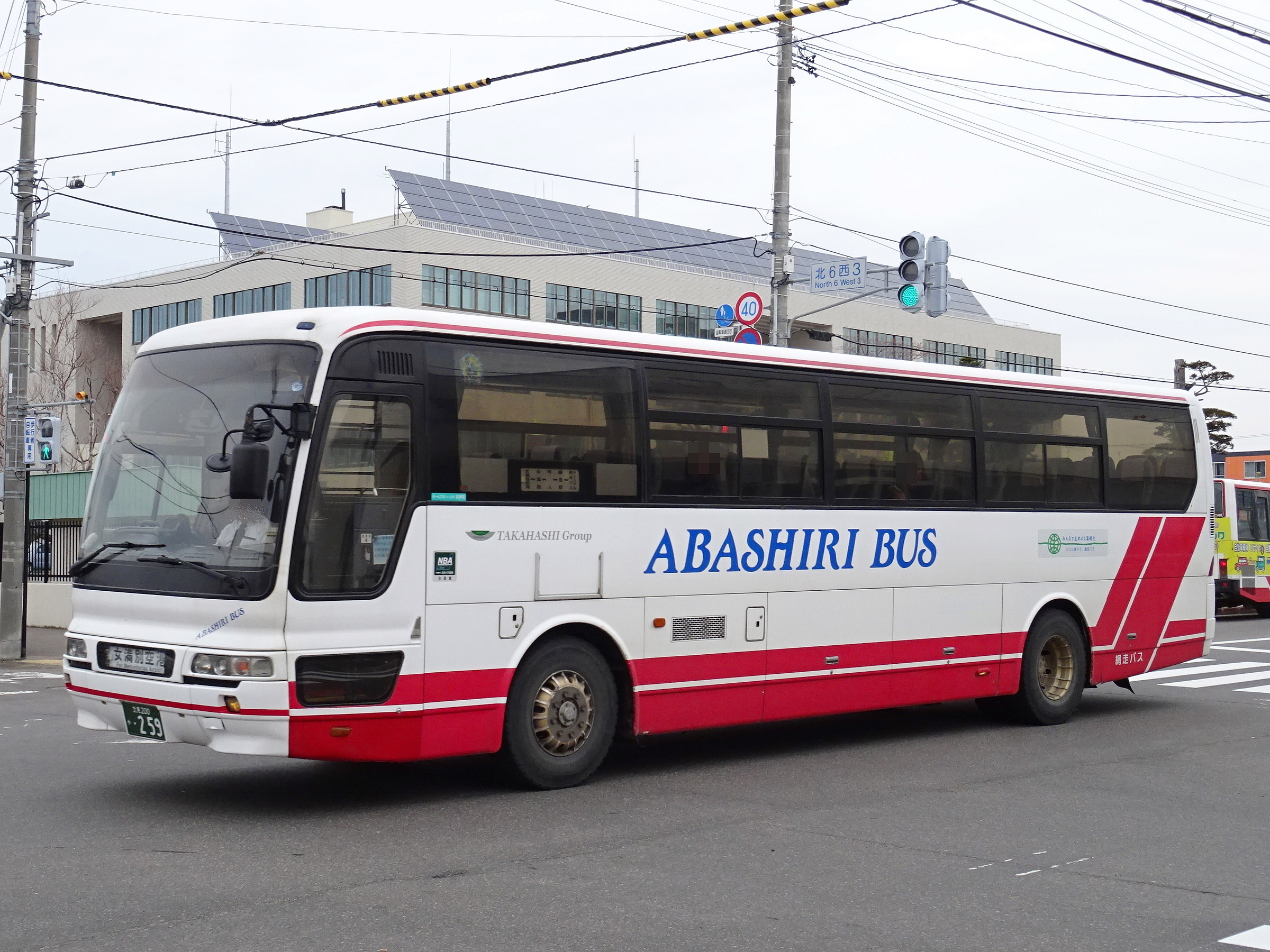
リムジンバス仕様車
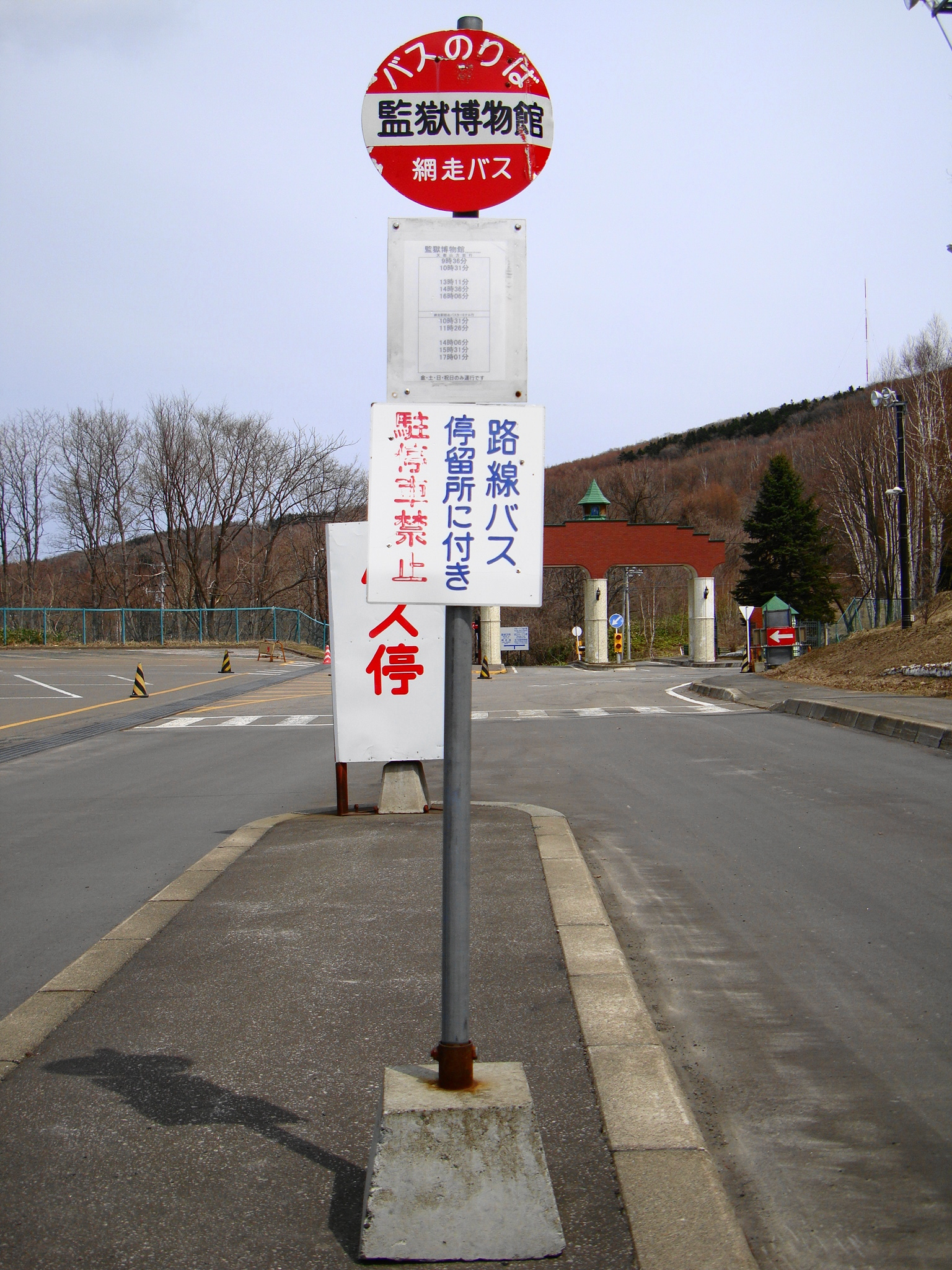
バス停留所の一例
- 車内放送の一例

### 都市間バス

#### ドリーミントオホーツク号
- 網走バスターミナル・北見バスターミナル - 札幌駅前ターミナル（当面の間「札幌駅前」路上停留所発着）（北海道中央バス、北海道北見バスと共同運行）

愛称名はドリーム、ミント（北見の名産）、オホーツク海（網走の海）を由来とする。1991年（平成3年）5月30日に夜行便を含む4往復で運行開始。安価も去ることながら1人掛け独立シートの採用や、北見から札幌では特急「オホーツク」との所要時間差があまりないことから平日でも増車する好調な滑り出しを見せ、翌1992年（平成4年）4月25日から7往復（うち、北見始発札幌行1本）に増やされた。当初はJR北海道や航空便を運航する日本エアシステムは乗客転移の影響を受けたが、近年では安価なバス、時間に正確なJR、速い航空便と客層や目的によって棲み分けがなされている。繁忙期臨時便の運行を経て、1999年（平成11年）7月16日より10往復（うち、北見 - 札幌1往復）運行。2023年（令和5年）10月1日より変動運賃制を導入し一部割引乗車券の発売を終了。運休中の夜行便の再開を考慮しないダイヤとした昼行便9往復（うち、北見 - 札幌3往復）の運行としたほか、北海道北見バス担当便の一部は管理委託により札幌観光バスが運行する。
途中停留所は「北見バスターミナル」、降車専用は札幌行の「時計台前」・「北2条西3丁目」、網走行の「網走駅前」であったが、1997年（平成9年）4月1日より「美幌」（北見バス美幌営業所前）、2004年（平成16年）4月1日より「女満別西通り」、同年10月3日より「菊水元町7条」（札幌市白石区。札幌行降車専用）、2009年（平成21年）4月1日より「西7号線」（北見市。北見・網走行降車）を新設。美幌停留所は1998年（平成10年）12月1日より美幌駅前ターミナルに移設された。北見・網走行は路線開設以来札幌ターミナル始発で、札幌駅前ターミナルは札幌行の終点として降車のみ扱っていたが、2016年（平成28年）4月1日より昼行便のみ乗車扱いを開始した。2021年（令和3年）12月1日より西7号線で札幌行乗車扱いを開始。2023年（令和5年）2月1日より「留辺蘂」（北海道北見バス留辺蘂線・温根湯線「旭東町」と同位置）を、2025年（令和7年）7月1日より「東武東口」と「工業大学入口」（両停留所とも北見市内）を新設した。
開設当初から国道39号石北峠経由で運行され、高速道路・自動車専用道路は旭川紋別自動車道上川層雲峡IC - 道央自動車道札幌IC間を利用する。旭川紋別自動車道のオホーツク管内側は順次延伸しているが（記事が出た当時は丸瀬布IC）、経路変更は走行距離の面などから2011年時点では計画されていない。
昼行便は上川町の陸万観光センターで休憩時間を設定していたが、陸万観光センター都合により2012年（平成24年）12月1日から変更となり、通年2人乗務便の8往復は道央自動車道の比布大雪PAとなった。1人乗務便の1往復は同日より比布大雪PA（網走行）/陸万観光センター（札幌行）と北見バスターミナルの2箇所となっていたが、2013年（平成25年）度より夏季ダイヤ期間は道北バス層雲峡ターミナル（層雲峡観光ビル）1箇所、冬季ダイヤ期間は2人乗務で他便と同じ所要時間、比布大雪PAで休憩となる。

利用客は初年度の約7万9千人から1997年（平成9年）度には約17万3千人に増加。1998年（平成10年）度からの8年間は15万から16万人台で推移していたが、2006年（平成18年）度は約18万8千人と2万人以上増加し、2007年（平成19年）度から3年間は19万人台で推移。2010年（平成22年）度は18万3,483人であった。特に夜行便の需要が増加しており、JR北海道の夜行特急列車が季節運行化された2006年（平成18年）および完全廃止された2008年（平成20年）と増加時期が符合することから、JRから乗客転移があったものと分析されている。

#### 千歳オホーツクエクスプレス

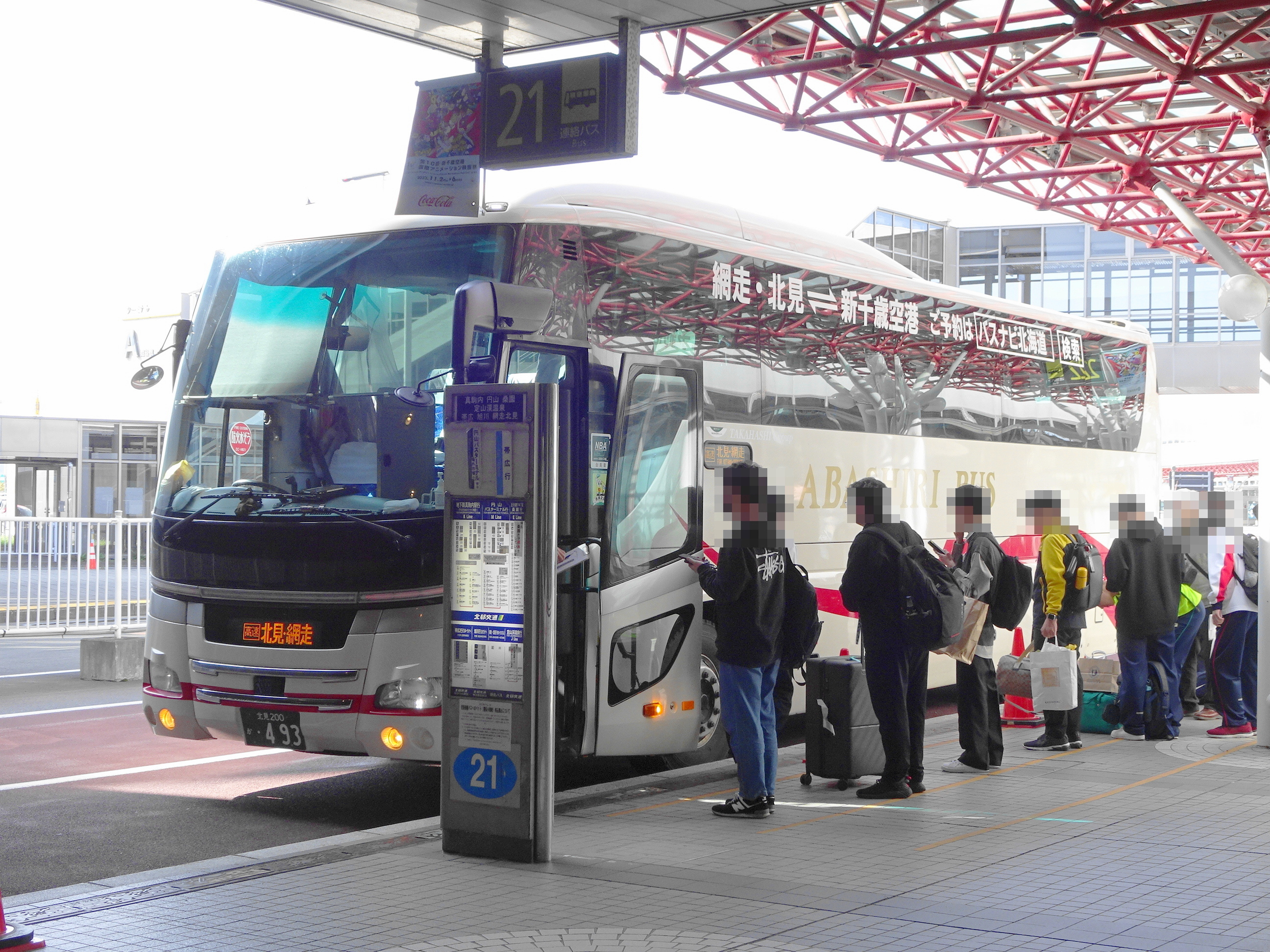
新千歳空港にて乗車改札中

- 網走バスターミナル・北見バスターミナル - 新千歳空港

予約購入はインターネット（北都交通の「バスNAVI北海道」および「WILLER TRAVEL」）のみで受け付けるが、48時間前の予約購入締切後に限り電話予約の上で当日乗務員へ支払う取り扱いを開始した。十勝オホーツク自動車道・道東自動車道経由で結ばれ、網走発は南千歳駅が終着となる。
2019年（令和元年）12月20日より通年運行開始。同年7月20日から10月14日までの期間限定運行では、当初は乗客一桁の日も多かったが販促活動等により採算ラインに近付いた。年末年始も運行し、それも含めて通年運行の可否を見極めるとしていたが、一足早く通年運行に踏み切った。2023年（令和5年）9月より金曜から日曜までと祝日・祝前日および繁忙期の運行となった。

#### 廃止路線
1995年（平成7年）より、くしろバスと共同で釧路線「特急流氷号」を季節運行していたが廃止されている。

### 一般路線バス

#### 運賃・乗車券類
バスカードシステムは導入しておらず、定期乗車券・回数乗車券を発売する。
車内での運賃支払い方法として、網走バス運行便ではQRコード決済（d払い、PayPay、au PAY、LINE Pay、Alipay、WeChat Pay）を導入している。
女満別空港線、知床エアポートライナー、常呂線では、WILLER TRAVELの「飛び乗りチケット」を導入。
一部の停留所では網走観光交通の時刻を併記するが、乗車券類は運行会社発券分のみ使用可。

#### 路線
2024年（令和6年）6月1日現在。

##### 常呂線、常呂栄浦線
| 常呂線 網走駅前付近 |  | 湧網線廃止区間（大曲 - 二見ケ岡間） |
| 常呂線 網走駅前付近 |  | 湧網線廃止区間（大曲 - 二見ケ岡間） |

- 網走バスターミナル - オホーツク合同庁舎前 - 西7丁目（一部、西7丁目・向陽団地中央経由/エコーセンター経由） - 網走駅前 - 西小学校前 - 刑務所前 - 大曲 - 能取漁港入口 - 二見中央 - サンゴ草入口 - 卯原内（鉄道記念館） - 平和 - 能取 - 常呂 - ワッカ入口 - サロマ湖栄浦

網走発常呂行の一部はエコーセンターを、常呂発網走行の一部は向陽団地中央を経由する。
常呂線は北見バス網走営業所時の1949年（昭和24年）11月から60年以上に渡って運行される、網走バス現行路線ではもっとも歴史ある路線。二見ケ岡経由や常呂築港経由、1975年（昭和50年）7月から夏期ダイヤのみサロマ湖栄浦まで延長運行を行っていた。湧網線運行開始と同時に1977年（昭和52年）7月に開設された能取漁港経由常呂発着に一本化されていたが、湧網線廃止によりサロマ湖栄浦線を通年開設。2019年（令和元年）10月1日より常呂で系統を分割し、常呂 - サロマ湖栄浦間は1往復のみの運行となった。
湧網線は1987年（昭和62年）3月20日に運行を開始した国鉄湧網線廃止バス代行路線。かつては佐呂間を経由せず国道238号を直行する急行バスの幌岩経由も運行されたが2002年（平成14年）3月をもって廃止され、佐呂間経由に一本化されていた。運行補助金が増額傾向であることから沿線市町などで組織する協議会で協議の結果2010年（平成22年）10月1日付で廃止され、主に網走市 - 北見市常呂町、佐呂間町内（佐呂間町ふれあいバス）、湧別町内（湧別町営バス）に分断されている。湧網線#代替バスも参照。

##### 知床エアポートライナー
| オホーツク海沿いを走行する知床エアポートライナー |  | 女満別空港停車中のリムジンバス仕様車 |
| オホーツク海沿いを走行する知床エアポートライナー |  | 女満別空港停車中のリムジンバス仕様車 |

- ウトロ温泉・ウトロ道の駅 - 知床斜里 - 原生花園（夏期）/白鳥公園入口（冬期） - 網走道の駅 - 網走バスターミナル - 網走駅前 - 女満別空港（斜里バスと共同運行）

1996年（平成8年）6月より「オホーツク知床線」「冬の知床ライナー」として季節運行を開始。斜里バスが同区間で「知床エクスプレス」を競合運行していたが、2008年（平成20年）4月28日より共同運行を開始。斜里バス管理のバスターミナルにも乗り入れ通年運行となったが、2010年（平成22年）度冬期より夏期・流氷観光期のみの運行に戻されている。
ウトロ温泉午前発はウトロ温泉主要ホテルを経由する。ウトロ地区内相互間を除き区間乗車も可能だが、両社が発行する回数乗車券や定期乗車券は運行会社に関わらず使用できない。

2024年（令和6年）夏期は斜里バスのみ運行、網走バスは運休となっていた。網走バスターミナル等での乗車券発売は引き続き行われる。

##### 女満別空港線
| 美幌線 網走バスターミナル付近 |  | 北見線（小清水線直通） 北見バスターミナル（1994年） |
| 美幌線 網走バスターミナル付近 |  | 北見線（小清水線直通） 北見バスターミナル（1994年） |

- （網走道の駅 - ）網走バスターミナル - オホーツク合同庁舎前 - 西7丁目 - 網走駅前 - 西小学校前 - 刑務所前 - 天都山入口 - 網走観光ホテル - 網走湖荘 - 呼人駅前 - 鱒取川 - 女満別川 - 道の駅めまんべつ（旧・女満別高校前） - 女満別十字街 - 大空町役場前 - 女満別空港

航空便に合わせた運行時刻を設定するが空港以外の停留所相互間でも乗降でき、複数の航空便発着時刻が近接する際は複数便に対し1台の運行となる場合がある。1月20日 - 3月の流氷観光砕氷船運航時間帯は網走道の駅発着となる。
1960年（昭和35年）6月28日より美幌線が立ち寄る形で運行を開始。1985年（昭和60年）の新女満別空港開港に伴い（旧）女満別空港線を廃止し（新）女満別空港線となった。かつては快速便として運行されていたが各停留所停車に変更。網走バスターミナル - 網走駅前間は北海道道23号網走停車場線を直行していたが、2006年（平成18年）10月1日より美幌線減便の代替として国道39号の網走支庁（現・オホーツク合同庁舎）経由に変更された。
美幌線は1951年（昭和26年）4月1日運行開始。報徳線直通や（旧）女満別空港経由などが運行され、美幌営業所設置時は滞泊便も設定されていたが、1995年（平成7年）10月8日の美幌営業所廃止後は当日中に折り返す運用となった。1993年（平成5年）5月2日より斜里線・小清水線との直通系統を設定。2012年（平成24年）10月1日より女満別空港経由便を設定。利用客減少等から2019年（令和元年）10月1日より大空町・美幌町区間（女満別川 - 女満別高校前 - 女満別十字街 - 女満別西通り経由/女満別空港経由 - 19線西女満別 - 美幌橋 - 美幌町役場前 - 美幌駅前）を廃止し、網走市内の鱒取川で折り返す呼人線となった。呼人線（網走バスターミナル - 西4丁目 - 網走駅前 - 女満別空港線と同経路 - 鱒取川）は一部経路変更を経て2024年（令和6年）3月24日付で廃止となった。
1963年（昭和38年）10月26日には北見バスと相互乗り入れで北見線の運行を開始。北見バス主管区間となる美幌 - 北見間、北見バス便は網走バス主管区間となる網走 - 美幌間で急行運転を行っていた。2001年（平成13年）4月1日に廃止され美幌線に振り替えられている。

##### 小清水線
- 網走駅前 - 西7丁目（一部、向陽団地中央経由） - オホーツク合同庁舎前 - 網走バスターミナル - 南8条経由/南高前経由 - 桂町3丁目 - 駒場8丁目 - つくし団地中央 - 鱒浦駅前 - 藻琴駅前 - 北浜駅前 - 白鳥公園入口 - 原生花園 - 浜小清水駅前 - 18線 - 北光 - 4区役場前 - ふれあいセンター - 小清水

網走バスターミナル - 小清水の区間便あり。
1951年（昭和26年）4月1日運行開始。1981年（昭和56年）夏期までは川湯線直通便、1993年（平成5年）5月1日まではポンモイ経由も運行されたが、1979年（昭和54年）4月20日に開設されたつくしケ丘経由に統一、通学時間帯の便は南高前を経由。2015年（平成27年）12月14日より小清水発の一部に向陽団地中央経由を設定、小清水滞泊便の廃止が行われた。
斜里線（網走駅前 - 小清水線と同経路 - 18線 - 12線止別入口 - 大栄小学校前 - 斜里小学校前 - 斜里高校 - 知床斜里）は1951年（昭和26年）4月1日に網走 - 斜里港町間の運行を開始。開発前（斜里橋）経由で運行され、1967年（昭和42年）3月3日に終点を斜里駅まで延長。1976年（昭和51年）12月24日に豊倉（斜里小学校）経由が新設された。1995年（平成7年）5月1日にはつくしケ丘経由が開設されたが、5箇月後の10月8日より早朝のポンモイ経由（網走市街 - 鱒浦間国道244号を直行）1往復のみの運行となり、それ以外の時間帯は小清水線と、同時に開設された小斜線（小清水営業所 - 18線 - 知床斜里）を18線乗り換えにより直通運賃適用とされた。2004年（平成16年）2月1日より早朝以外の運行を再開し小斜線を廃止。1992年（平成4年）10月22日に斜里橋経由、2004年（平成16年）2月1日にポンモイ経由を廃止。2018年（平成30年）に国・北海道からの運行助成が見込めなくなったことを受け沿線自治体等で協議の結果、同年6月1日付で廃止となった。同日より斜里バスが斜里町単独補助により斜里 - 網走間を運行する。
1993年（平成5年）5月2日より北見線・美幌線（ともに廃止）との直通系統が設定されていた。

##### つくしケ丘団地線

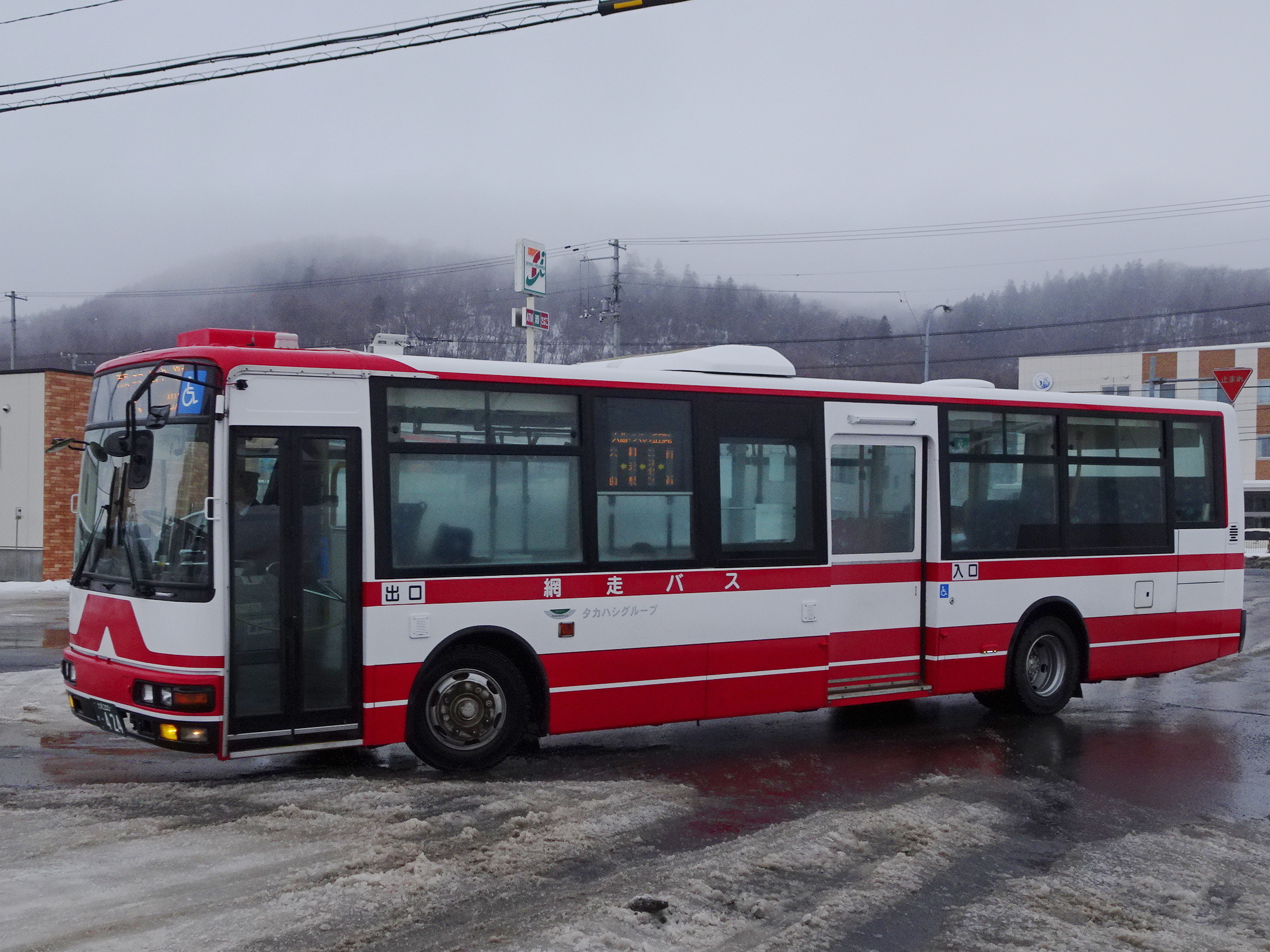
大曲にて

- つくしケ丘団地 - つくしケ丘3丁目 - 駒場8丁目 - 桂町3丁目 - 南8条経由/南高前経由 - 網走バスターミナル - オホーツク合同庁舎前 - 西7丁目経由/エコーセンター経由 - 網走駅前 - 西小学校前 - 刑務所前 - 大曲 - 大曲2丁目
- つくしケ丘団地 - （同経路） - オホーツク合同庁舎前 - 向陽病院前 - 中央小学校前 - 向陽団地中央 - 向陽道職住宅

つくしケ丘団地 - 網走バスターミナル、つくしケ丘団地→網走駅前・向陽団地中央、網走バスターミナル - 大曲2丁目の区間便あり。
1967年（昭和42年）10月2日に「網走市内線」をつくしケ丘団地まで延長し運行を開始した。団地造成などにより運行経路の延長・変更が行われ、北海道網走向陽高等学校が向陽地区に移転した際には向陽団地発着系統を新設している（統合閉校により2008年度以降は同位置に北海道網走桂陽高等学校が所在）。

##### お買い物バス
- つくしケ丘団地 - つくしケ丘3丁目 - 駒場8丁目 - 駒場ショッピングタウン - 旭ケ丘団地 - 潮見南通り→網走記念病院（旧・こが病院）→潮見南通り - 潮見中央 - 潮見10丁目 - 潮見3丁目 - 総合グラウンド - 桂町3丁目 - 南高前 - 網走バスターミナル - オホーツク合同庁舎前 - 向陽病院前 - 中央小学校前 - 向陽団地中央 - 向陽道職住宅
- 網走記念病院→潮見南通り→潮見中央→潮見10丁目→潮見3丁目→潮見6丁目→潮見4丁目→桂町3丁目→南高前→網走バスターミナル→オホーツク合同庁舎前→西7丁目→網走駅前
- 網走バスターミナル→南高前→桂町3丁目→総合グラウンド→潮見3丁目→潮見6丁目→潮見中央→潮見南通り→網走記念病院

2003年（平成15年）4月1日に「病院循環線」（つくしケ丘団地 - 潮見団地 - 桂ケ丘 - 網走 - 網走駅前）を開設。日中は大型車が通行禁止となる道路を走行するため、専用に三菱ふそう・ローザが用意された。
2006年（平成18年）12月3日に廃止され、経路変更の上で「網走市内コミュニティバス」に振り替えられ、小・中型車限定運用はなくなっている。2010年（平成22年）4月4日より路線名を「お買い物バス」に変更し、一部を除き駒場8丁目発着に短縮すると同時に向陽団地系統を新設。2020年（令和2年）3月29日よりつくしケ丘団地発便をこが病院で系統分割し他便と統合（この便のみ潮見3丁目→桂町3丁目間、潮見4丁目経由）。大曲2丁目発こが病院（現・網走記念病院）行は網走バスターミナル始発に短縮された。
2022年（令和4年）1月23日より日中便もつくしケ丘団地発着とし、同日より減便となったつくしケ丘団地線を補う。

なお、2000年（平成12年）11月23日より試行運行された、お買い物バス「団地循環線」（つくしケ丘団地 - 駒場 - 潮見団地 - 駒場 - つくしケ丘団地）では専用停留所の設置が行われたが、現行のお買い物バスでは行われていない。

##### 羽衣・向陽線

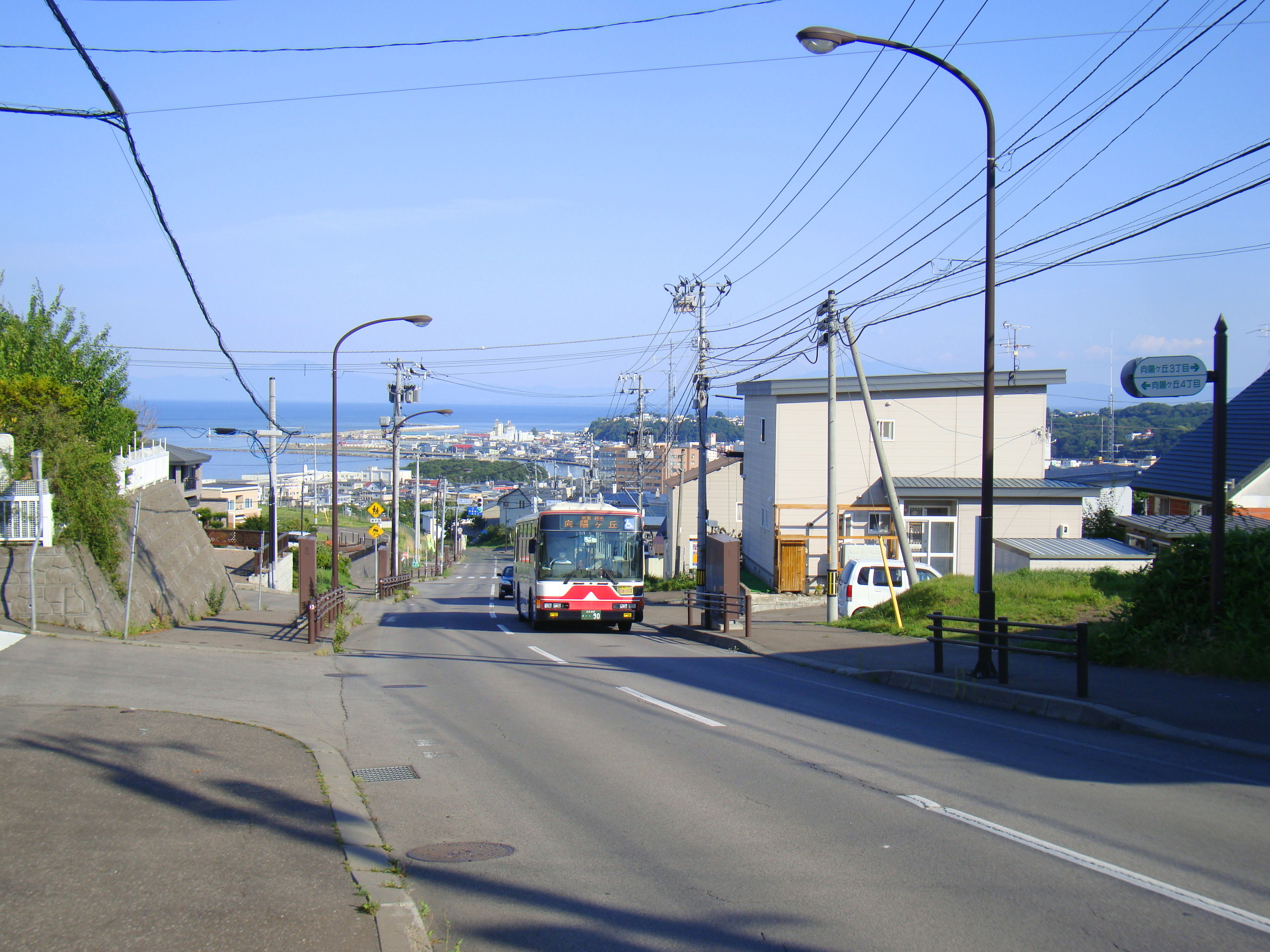
向陽ケ丘を団地方面へ向かう

- 羽衣公園 - 南小学校前 - 第三中学校前 - 旭ケ丘団地 - （潮見南通り→網走記念病院→潮見南通り）潮見中央 - 潮見10丁目 - 潮見3丁目 - 総合グラウンド - 桂町3丁目 - 南高前 - 網走バスターミナル - オホーツク合同庁舎前 - 向陽病院前 - 中央小学校前 - 向陽団地中央 - 向陽道職住宅

羽衣公園 - 網走バスターミナル、潮見中央→向陽道職住宅、網走バスターミナル - 向陽道職住宅、向陽道職住宅→潮見南通りの区間便あり。
1974年（昭和49年）3月8日に「潮見団地線」（潮見団地 - 網走 - 職業訓練校（現・大曲）の運行を開始。1978年（昭和53年）10月31日より旭ケ丘団地経由便も運行された。1983年（昭和58年）10月31日には「向陽団地線」（東3丁目 - 網走 - 向陽団地）の運行を開始。1990年（平成2年）5月13日に両路線を統合し「潮見団地線」（潮見団地 - 東3丁目 - 網走 - 向陽団地）となった。1995年（平成7年）10月8日には「鱒浦・羽衣団地線」（羽衣公園 - 潮見団地 - 東3丁目 - 網走 - 北3条保健センター）の運行が開始されたが、潮見団地線との重複区間が多いことから統合され、現在の羽衣・向陽線として運行される。網走記念病院は一部便が経由。

##### 農大線
- 東京農大 - 潮見10丁目 - 潮見3丁目 - 潮見6丁目 - 潮見4丁目 - 桂町3丁目 - 南高前 - 網走バスターミナル - オホーツク合同庁舎前 - 西7丁目 - 網走駅前
- 東京農大 - （同経路） - オホーツク合同庁舎前 - 向陽病院前 - 中央小学校前 - 向陽団地中央 - 向陽道職住宅

東京農大 - 網走バスターミナル、東京農大→潮見6丁目の区間便あり。
東京農業大学オホーツクキャンパス開設に伴い、1989年（平成元年）3月27日より運行開始。潮見団地線との経路重複を抑えるために潮見4丁目経由に変更されている。2006年（平成18年）4月1日に向陽団地系統が新設された。

旭ケ丘団地経由は2006年（平成18年）4月1日に廃止されたが、学生の駒場地区商業施設利用を考慮し2010年（平成22年）4月4日に東京農大発1本のみ再開、2020年（令和2年）3月29日に再廃止された。

##### 網走市内観光施設めぐり

###### 天都山線
- 網走バスターミナル - 網走駅前 - 刑務所前 - 天都山入口 - 湖の口 - 監獄博物館 - 天都山（流氷館） - 北方民族博物館（ - はな・てんと）

1957年（昭和32年）6月12日より運行される観光路線。1965年（昭和40年）10月14日より呼人・大観山経由も運行されたが1975年（昭和50年）の運行をもって廃止されている。
1982年（昭和57年）度より冬期運行を開始。通年運行化を経て、1997年（平成9年）より二ツ岩線・商港線との循環運行となった。2009年（平成21年）度には再度季節運行化されたが、2010年（平成22年）度からは通年運行に戻されている。
モヨロ貝塚の見学再開に伴い、2013年（平成25年）4月29日より国道39号のモヨロ入口経由となったが、翌2014年度より非経由に戻された。

###### 商港線
- 網走駅前 - 網走バスターミナル - 網走道の駅

1991年（平成3年）1月15日の網走流氷観光砕氷船就航に合わせて運行を開始。砕氷船運航期間のみ運行され、一部を除き天都山線と直通する。2009年（平成21年）の砕氷船乗り場移転に伴い、網走道の駅（道の駅流氷街道網走）発着に短縮された。

#### 網走どこでもおでかけ「どこバス」（受託）
- Aエリア：駒場・潮見（一部除く）・つくしケ丘・鱒浦・台町・桂町・条丁目・海岸町・向陽ケ丘・緑町・錦町・新町・大曲（一部除く）・天都山（一部）・港町・二ツ岩
- Bエリア：潮見（一部）・大曲（一部）・天都山（一部除く）・呼人

通勤通学需要がなく一般路線バス便が減る9時から16時までの日中に、完全予約制にて既存停留所および「どこバス」専用停留所相互間を、予約情報に基づき人工知能が出した最適経路で結ぶ。NTTドコモが開発した「AI運行バス」の技術を採用しており、網走市内のドコモショップでは「どこバス」専用回数乗車券の販売を行う。
実証実験運行を踏まえ、2023年（令和5年）度より本格運行へ移行した。運賃は同一エリア内500円、エリアを跨ぐ乗車700円の2種類で、既存停留所の一部はエリア内であっても対象外となる。本格運行への移行後も、運行内容は2022年（令和4年）度の実証実験内容を踏襲する。
- （終了）2021年（令和3年）6月1日 - 2022年（令和4年）3月31日：同一エリア400円、エリア跨ぎ700円[50]
  - Aエリア：駒場・潮見・つくしケ丘・鱒浦・台町・桂町
  - Bエリア：条丁目・海岸町・向陽ケ丘・緑町・錦町・新町・大曲・天都山
- （終了）2020年（令和2年）8月1日 - 同年11月30日：300円[51]
  - 駒場・潮見・つくしケ丘・鱒浦

#### 主な休廃止路線
北見線、美幌線、呼人線
#女満別空港線を参照。
斜里線、川湯線、小斜線
#小清水線を参照。
湧網線、サロマ湖栄浦線
#常呂線、常呂栄浦線を参照。
西山通線（車止内線、二ツ岩線）
| 西山通線 駒場ショッピングタウン出発 |  | 西山通をバスターミナル方面へ向かう（試験運行時） |
| 西山通線 駒場ショッピングタウン出発 |  | 西山通をバスターミナル方面へ向かう（試験運行時） |

- 網走バスターミナル - 厚生病院前 - 北12条 - 福祉センター前 - エコーセンター - 南10条 - 錦町会館前 - 潮見保育園前 - 潮見4丁目 - 駒場公園 - 第三中学校前 - つくしケ丘3丁目 - 駒場8丁目 - 駒場ショッピングタウン

西山通線は一定の人口がありながらバス路線廃止により公共交通が空白となった地区においての需要把握を目的に、網走市が運行主体のコミュニティバス試験運行として2012年（平成24年）12月1日から運行を開始。2013年（平成25年）3月31日までの予定であったが同年9月30日まで延長し、同年10月1日より網走バス自主運行に切り替えられた。
年間の平均乗客数が2人で従来車では無駄ではないかとの指摘があり、2015年（平成27年）12月より定員10人のワゴン車を導入。採算性向上のほか、従来車では走行不能となることもあった降雪により狭くなった住宅街道路走行などが期待された。
その後も利用者僅少状態が続き、どこバスエリアと重複していることから、2022年（令和4年）10月1日に廃止された。

錦町地区（南10条、錦町会館など）は1964年（昭和39年）10月26日から1998年（平成10年）10月14日まで「車止内線」が、海岸町地区（福祉センター前、北12条など）は1956年（昭和31年）5月23日から2006年（平成18年）3月31日まで「二ツ岩線」が運行されていた。

### 定期観光バス、周遊バス
定期観光バスは1965年（昭和40年）12月24日に運行を開始した網走国定公園めぐり（国定公園定期観光線）が最初である。以降も網走国定公園めぐりを中心に運行されたが、1984年（昭和59年）の運行をもって「原生花園コース」などが廃止されるなど順次縮小された。1996年（平成8年）6月15日より「おーろらマリンコース（知床定期観光線）」、1998年（平成10年）6月1日より「パノラマライン（知床・摩周定期観光線）」を運行するなど知床国立公園方面への拡大も見られたが、いずれも廃止されている。最後まで網走国定公園めぐりとして運行された「流氷バス」は「砕氷船にノロッコ号」に振り替えたが流氷ノロッコ号の運行終了と同時に終了。2018年（平成30年）は定期観光バスとしての運行はなく旅行商品となった。
1988年（昭和63年）2月1日より、流氷観光期に「オホーツク流氷ロードバス」として、北紋バスと共同で「しんきろう号」（網走 - 紋別）、斜里バスと共同で「オーロラ号」（網走 - ウトロ）の周遊バス2路線の運行を開始した。現在は「ひがし北海道エクスプレスバス」として道東地区の冬期周遊バスが一括して取り扱われる。
2006年（平成18年）夏期には阿寒バスが単独運行していた「阿寒号（阿寒湖行）・知床ウトロ号（ウトロ行）」（ウトロ - 網走 - 美幌 - 川湯 - 弟子屈 - 阿寒湖）の運行に参入し共同運行を開始したが、網走バスはこの年のみの運行で撤退している。

## 貸切バス

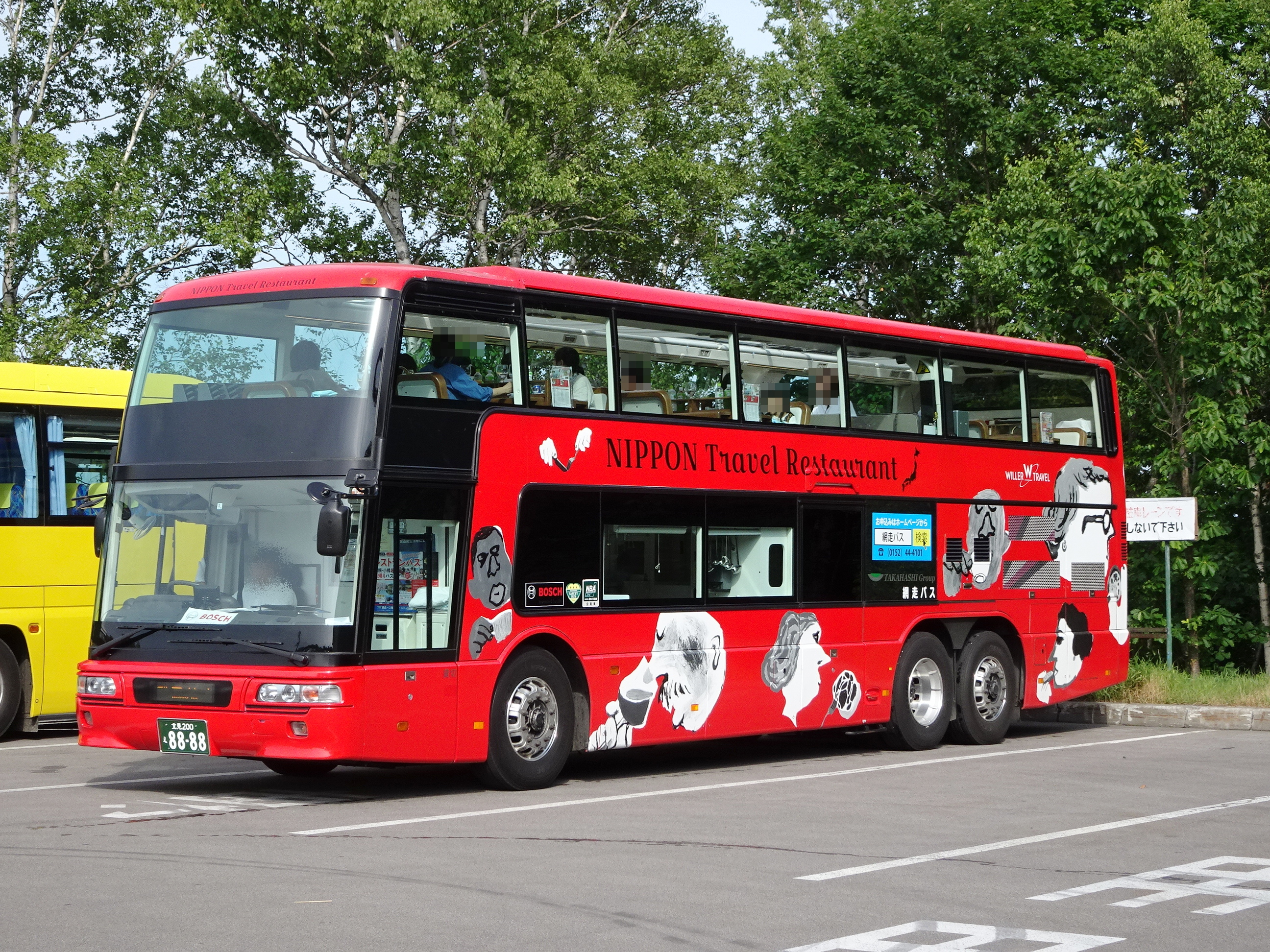
北海道レストランバス

貸切バス事業は、通常は北見運輸支局管内、釧路運輸支局管内、帯広運輸支局管内、札幌運輸支局管内、離島を除く函館運輸支局管内、および苫小牧市での発着が認められているが、貸切バス事業者安全性評価認定制度による優良事業者に限定した営業区域の弾力的な運用による特例で、2025年（令和7年）4月1日現在北海道全域となっている。道東地区事業者10社で組織する東北海道貸切バス事業協同組合 (BUS CENTER)に加盟する。
2007年（平成19年）と2008年（平成20年）に北海道旅客鉄道が行ったデュアル・モード・ビークルの試験的営業運行では道路走行部分の運行委託を受け、貸切バスとしての名義は網走バスが登録していた。
2017年（平成29年）にはWILLERより1階が厨房、2階が客席となった食堂車仕様の2階建てバスを借り入れ、「北海道レストランバス」として7月下旬から8月中旬までは網走エリアで、8月中旬から9月までは札幌エリアで、網走バスによる主催旅行として催行された。2018年（平成30年）は新たに函館エリアでも催行された。
貸切車は23台保有する。1980年代初頭までは「名鉄カラー」で導入され、郊外線共通車両などが導入された。1980年代は白いボディに紫色と紅色のラインが入ったBUS CENTERカラーが大多数を占めていたが、1990年代より白いボディに赤の波線が入ったオリジナルカラーが運用される。オリジナルカラー車には名鉄グループロゴが入れられていたが、後年導入車や塗装変更車では省略されていた。

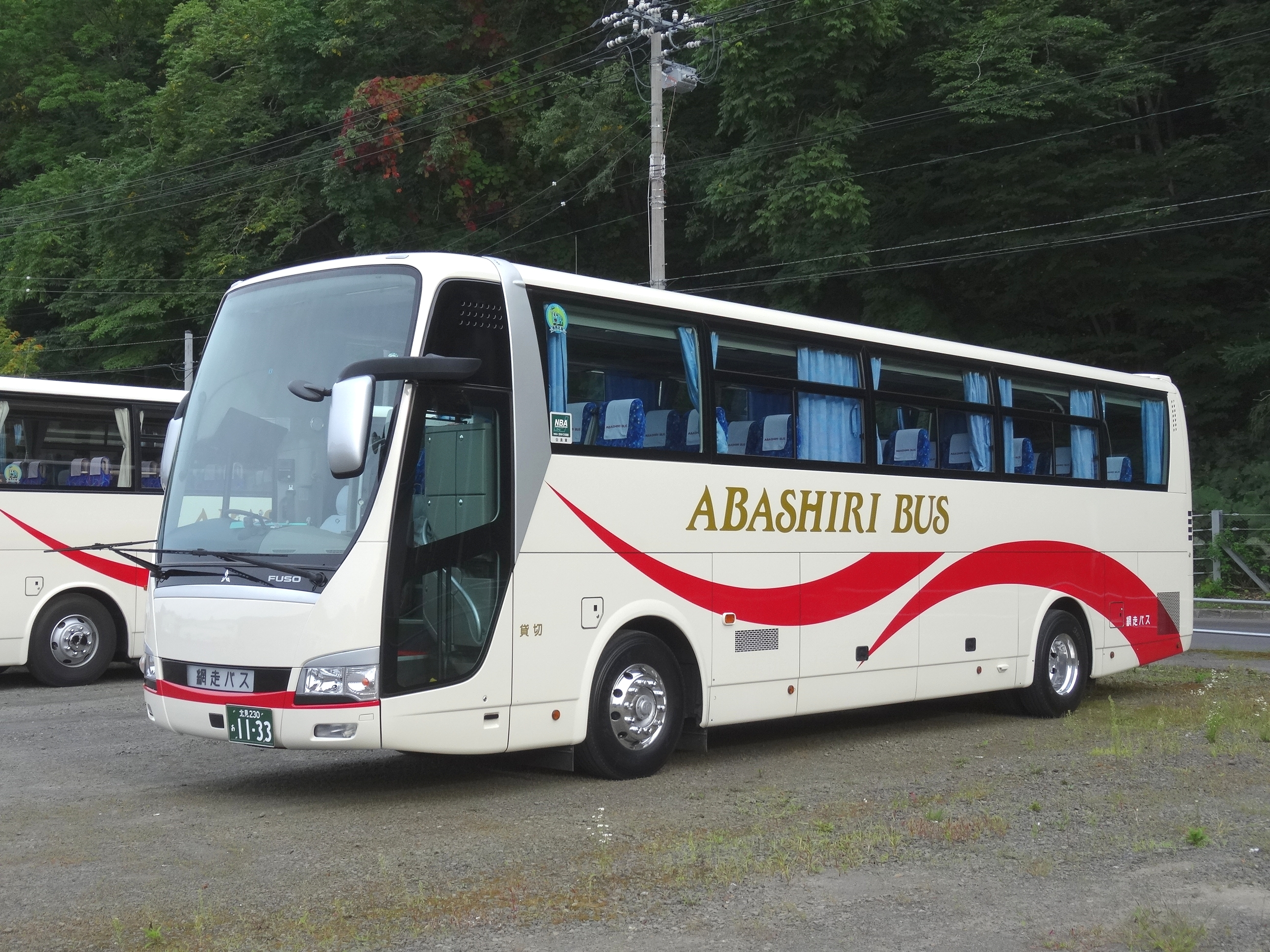
貸切バス
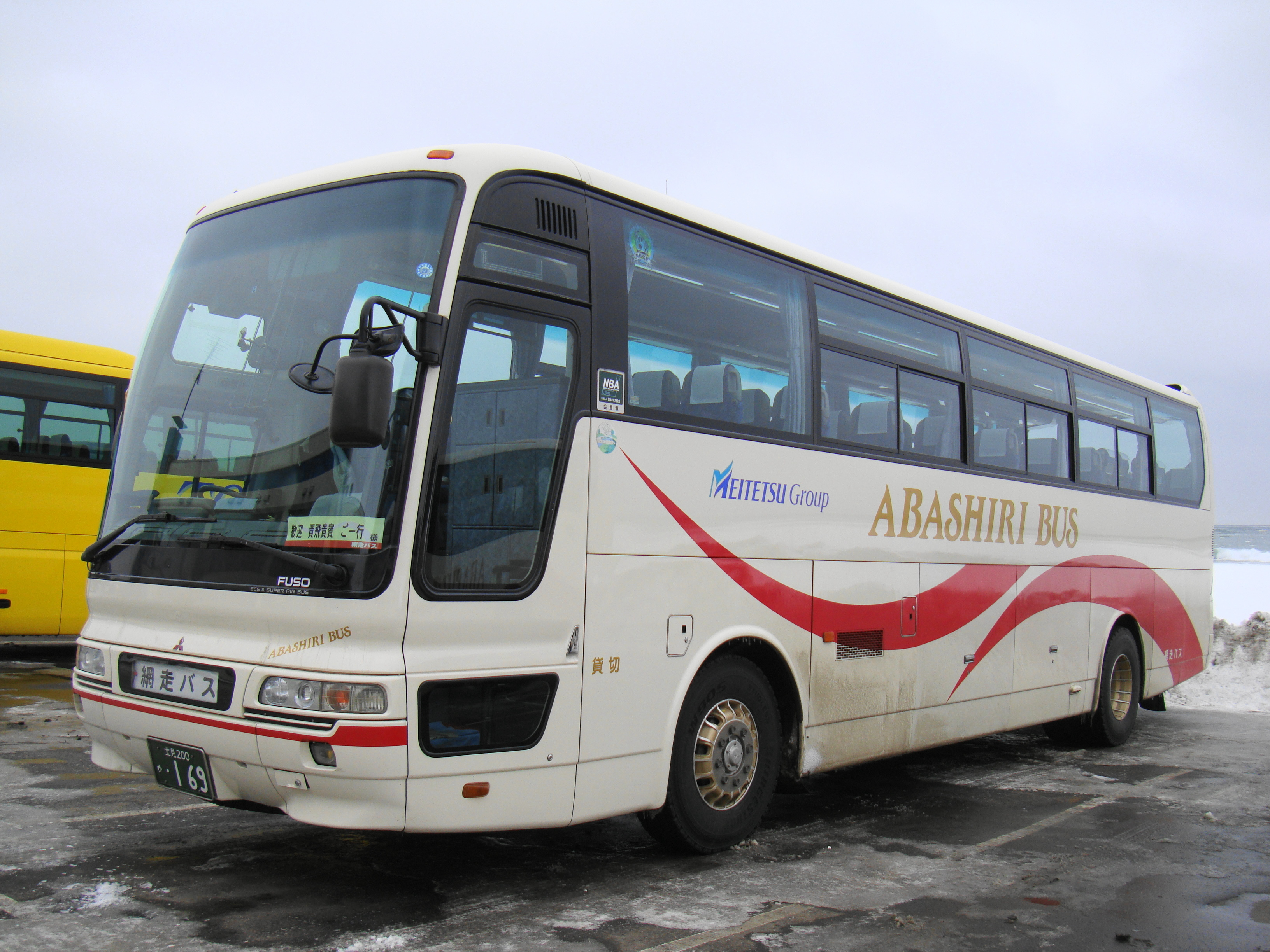
名鉄グループ時のロゴ入り塗装
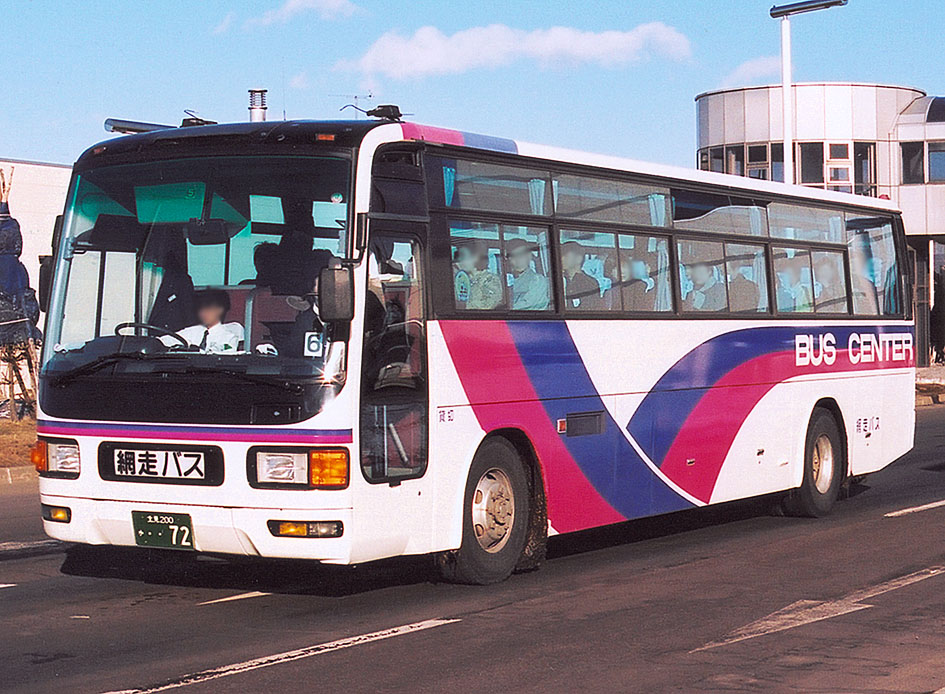
BUS CENTER塗装
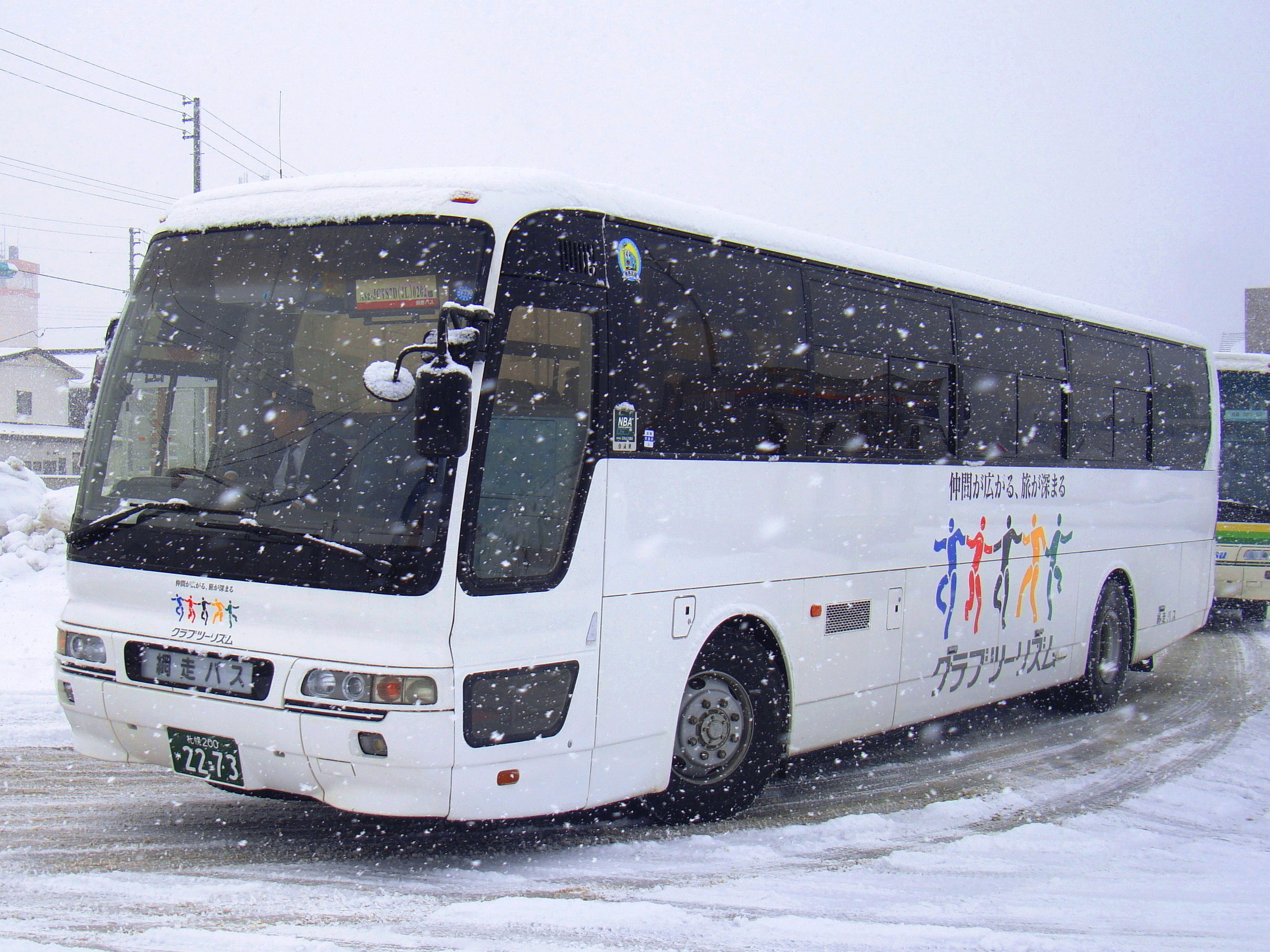
クラブツーリズム塗装
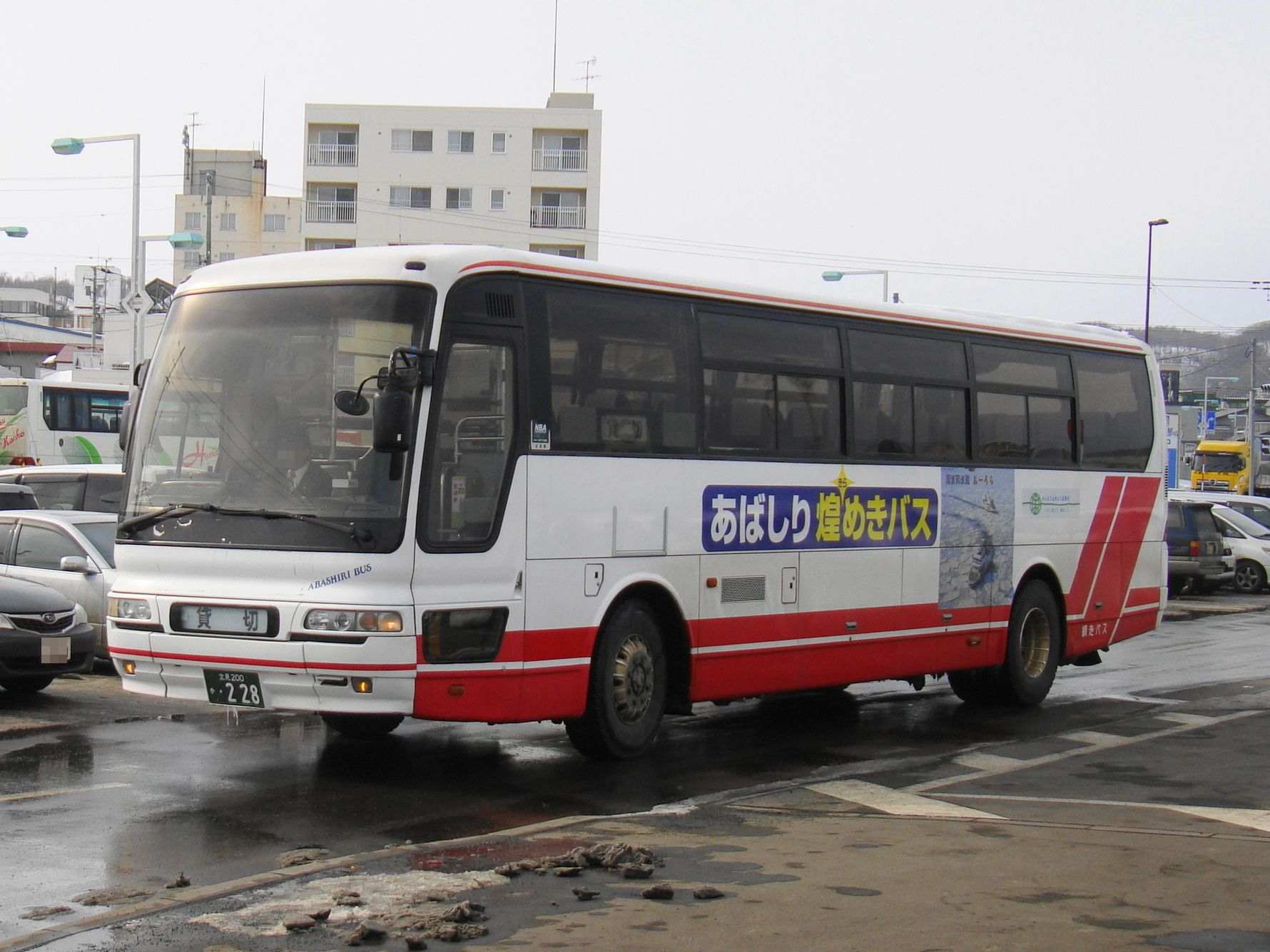
主催旅行「あばしり煌めきバス」
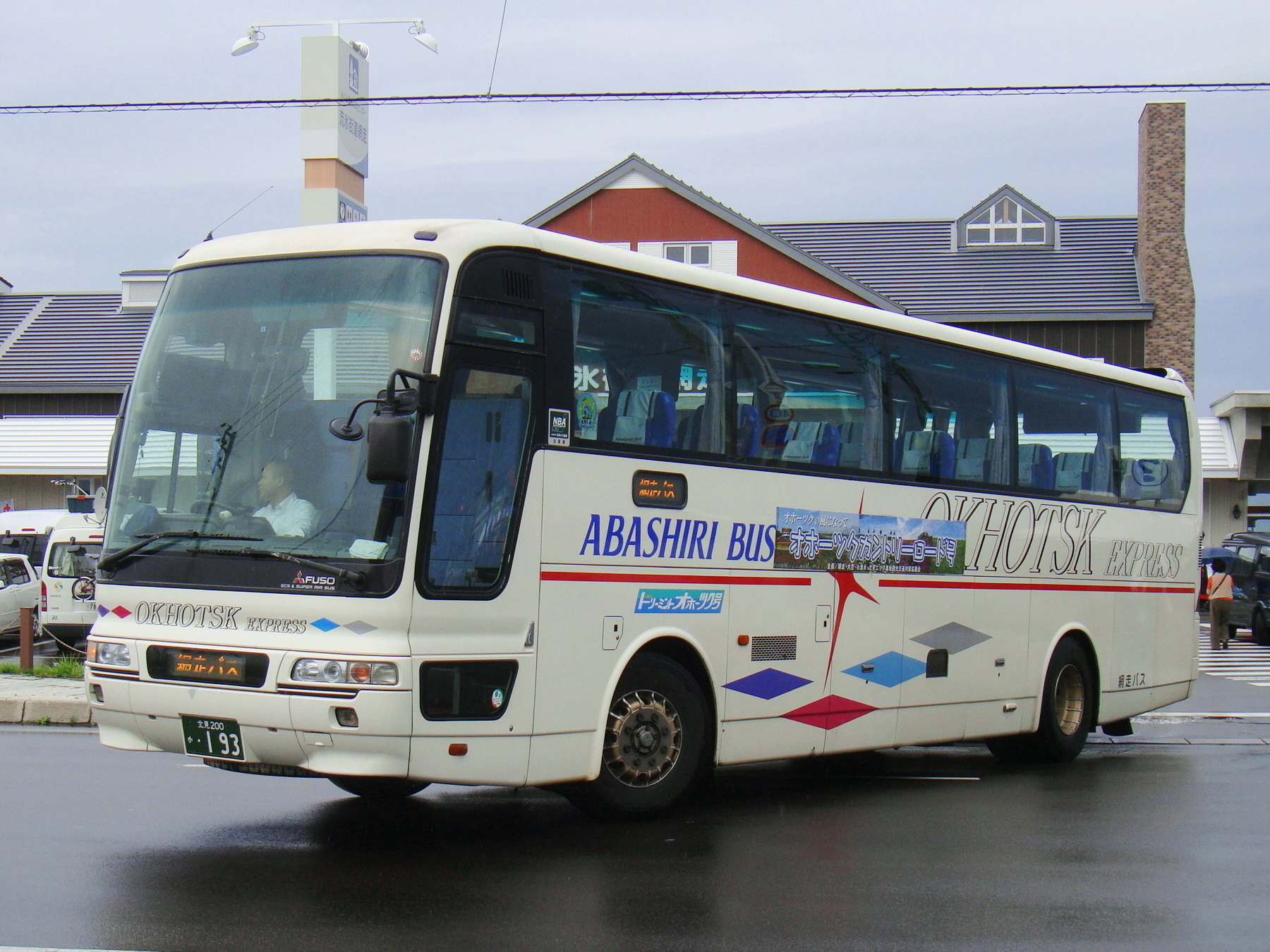
広域観光バス「オホーツクカントリーロード号」

## 北海道ABトリップ
2021年（令和3年）3月26日をもって営業終了した近畿日本ツーリスト北海道の網走営業所、北見支店、函館営業所の業務を引き継ぎ、近畿日本ツーリスト特約店の北海道ABトリップ（旅行事業部）として同年4月5日より営業する。団体向けを取り扱うが、網走本店は窓口を設置し個人向け営業も行う。

## 交通関連企業
| 網走ハイヤーの車両 |  | 網走ハイヤーの車両 |
| 網走ハイヤーの車両 |  |                    |

名鉄グループ当時は、網走バス、網走ハイヤー、道東観光開発の3社で「網走名鉄グループ」と称されていた。
株式会社網走ハイヤー
網走市に本社を置き、タクシー事業を行う。
かつては名鉄グループであったことから、名鉄交通に準じた社名表示灯を使用する。本社営業所は新町車庫、小清水営業所は小清水交通ターミナルに併設される。
道東観光開発
旅客海運事業（知床観光船、網走流氷観光砕氷船）、飲食店事業等を運営する。網走湖畔温泉の網走観光ホテルはブリーズベイホテルに売却。
株式会社きたみ観光バス
北見市に本社を置き、貸切バス事業を行う。